# Thurn und Taxis

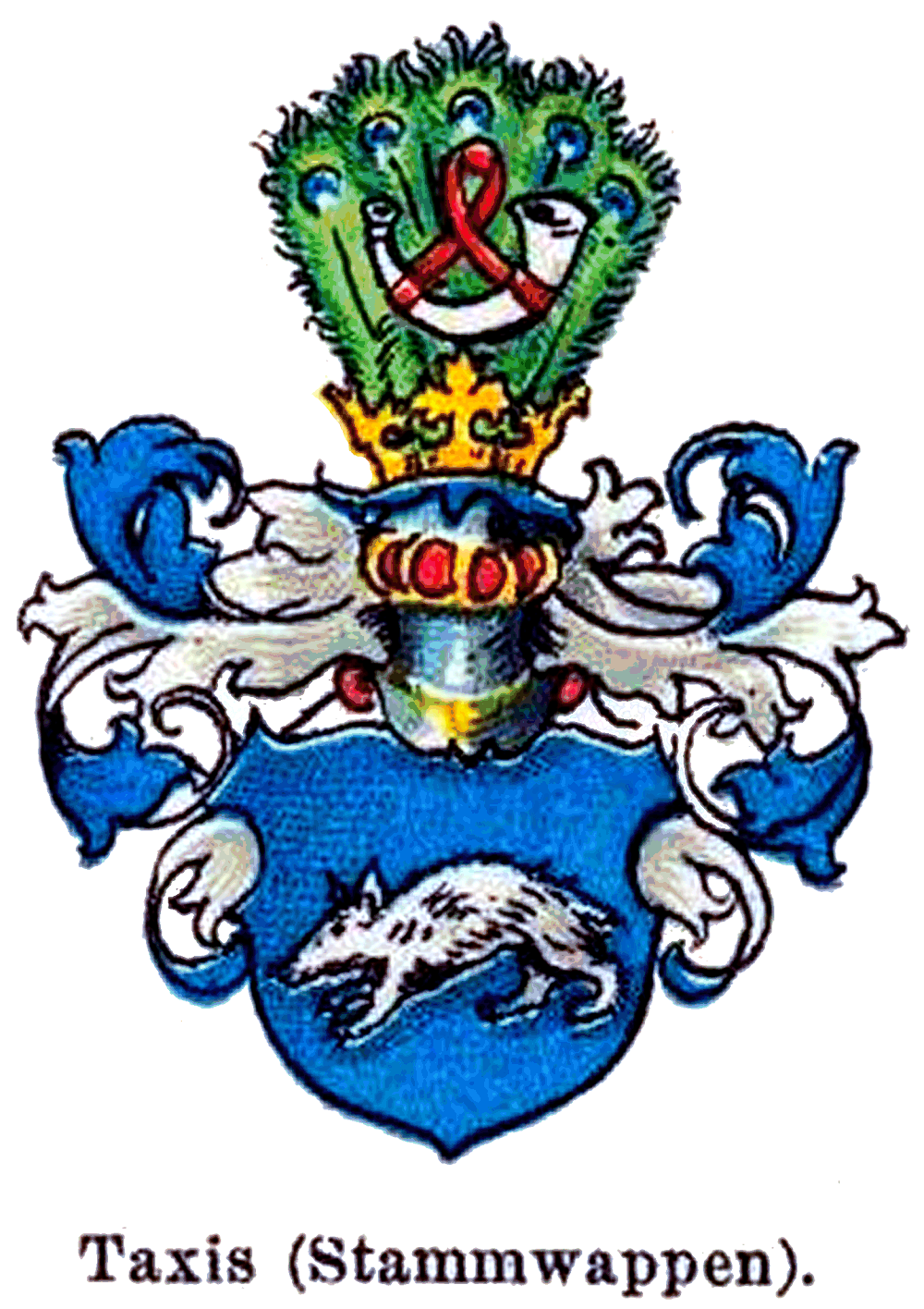
Namensgebender Dachs und (später hinzugefügtes) Posthorn

Stammwappen gemehrt um den Reichsadler (16. Jahrhundert)

Gemehrtes Wappen mit Turm und Dachs (ab 1650)

Thurn und Taxis ist der Name eines in den Hochadel aufgestiegenen lombardischen Adelsgeschlechts, welches das europäische Postwesen begründete. Es betrieb seit dem 14. Jahrhundert einen Stafettenreiter- und später auch Fuhrdienst zwischen zahlreichen europäischen Hauptstädten, woraus sich ab 1490 ein privates Postunternehmen und ab etwa 1600 die Kaiserliche Reichspost entwickelte. Ab 1615 waren die Familienoberhäupter Generalerbpostmeister des Reichs. Der Geschäftssitz wechselte von der Lombardei über Brüssel 1701 nach Frankfurt am Main. Das Unternehmen wurde nach dem Ende des Heiligen Römischen Reiches 1806 bis in die zweite Hälfte des 19. Jahrhunderts privat weiter betrieben.
Die 1608 in den Freiherrenstand und 1624 in den Grafenstand erhobene Familie erweiterte ihren eigentlichen Familiennamen Taxis ab 1650 um den Zusatz Thurn. 1681 wurde die Brüsseler Linie in den spanisch-niederländischen Fürstenstand und 1695 in den Reichsfürstenstand erhoben. Die Aufnahme in den Reichsfürstenrat erfolgte 1704. Seit 1741 stellte das Haus Thurn und Taxis auf dem Immerwährenden Reichstag den Prinzipalkommissar, weshalb die Familie von Frankfurt nach Regensburg übersiedelte, wo sie 1812 die Gebäude und Ländereien des bedeutenden ehemaligen Reichsklosters erhielt, das seither als Schloss St. Emmeram ihr Wohn- und Geschäftssitz geblieben ist.
Durch Investitionen ihrer Erträge aus dem Postgeschäft – später auch der Abfindungen für die Postrechte – in zahlreiche Grundherrschaften wurde die Familie zum bis heute größten privaten Waldbesitzer Deutschlands.

## Allgemeines
Das Geschlecht der Tasso (Dachse) ist in der Lombardei seit dem 12. Jahrhundert nachweisbar und errichtete seit dem 14. Jahrhundert einen Kurierdienst für die Republik Venedig, seit dem 15. Jahrhundert auch für die Päpste. Die Brüder Janetto und Francesco dei Tasso gründeten 1490 im Auftrag des römisch-deutschen Königs und späteren Kaisers Maximilian I. das europaweite Postwesen. Die Nachfahren betrieben die Kaiserliche Reichspost als erbliche Generalpostmeister von Brüssel aus, ab 1701 von Frankfurt am Main und ab 1748 von Regensburg aus. Nach der Auflösung des Heiligen Römischen Reichs 1806 übernahmen einige Nachfolgestaaten die Einrichtungen der Taxis’schen Reichspost gegen Abfindung in Staatsregie, andere beauftragten die Familie mit der Weiterführung als Privatunternehmen, der Thurn-und-Taxis-Post, die bis 1867 wieder von Frankfurt aus geführt wurde. Nach dem Sieg im preußisch-österreichischen Krieg erzwang Preußen 1867 die Abtretung des Unternehmens an den preußischen Staat gegen eine Abfindung.
Die Kaiser des Heiligen Römischen Reiches betrauten die Familie ab 1741 auch mit politischen Aufgaben, indem die 1695 gefürstete Familie bis zur Auflösung des Reichs 1806 den Prinzipalkommissar (Vertreter des Kaisers) beim Immerwährenden Reichstag zu Regensburg stellte, dem sie seit 1704 als Mitglied des Reichsfürstenrats angehörte. Seit 1748 ist die Familie daher bis heute in Regensburg ansässig, nachdem ihr 1810 das 1803 säkularisierte Kloster Sankt Emmeram vom damaligen Landesherren Karl Theodor von Dalberg übereignet worden war, weil die Gefahr bestand, dass die Familie Thurn und Taxis Regensburg verlassen würde und damit viele Arbeitsplätze verloren gehen würden. Nach 1883 ließ die Familie das Kloster St. Emmeram zum Schloss St. Emmeram umbauen.
Aus den Erträgen ihrer unternehmerischen Tätigkeit sowie aus Abfindungen für den Verlust von Postrechten erwarb die Familie umfangreiche Ländereien, im 19. Jahrhundert auch Industrieunternehmen und Brauereien, und gilt bis heute als größter privater Grundbesitzer Deutschlands. 1723 wurde die reichsunmittelbare Herrschaft Eglingen erworben, 1786 kam unter anderem die oberschwäbische Grafschaft Friedberg-Scheer hinzu, 1803 das Reichsfürstentum Buchau. Nach der Auflösung des Heiligen Römischen Reiches im Jahre 1806 wurden die reichsunmittelbaren Territorien mediatisiert und die Familie erhielt 1815 den Status von Standesherren.

## Herkunft und Namenserklärung

### Taxis

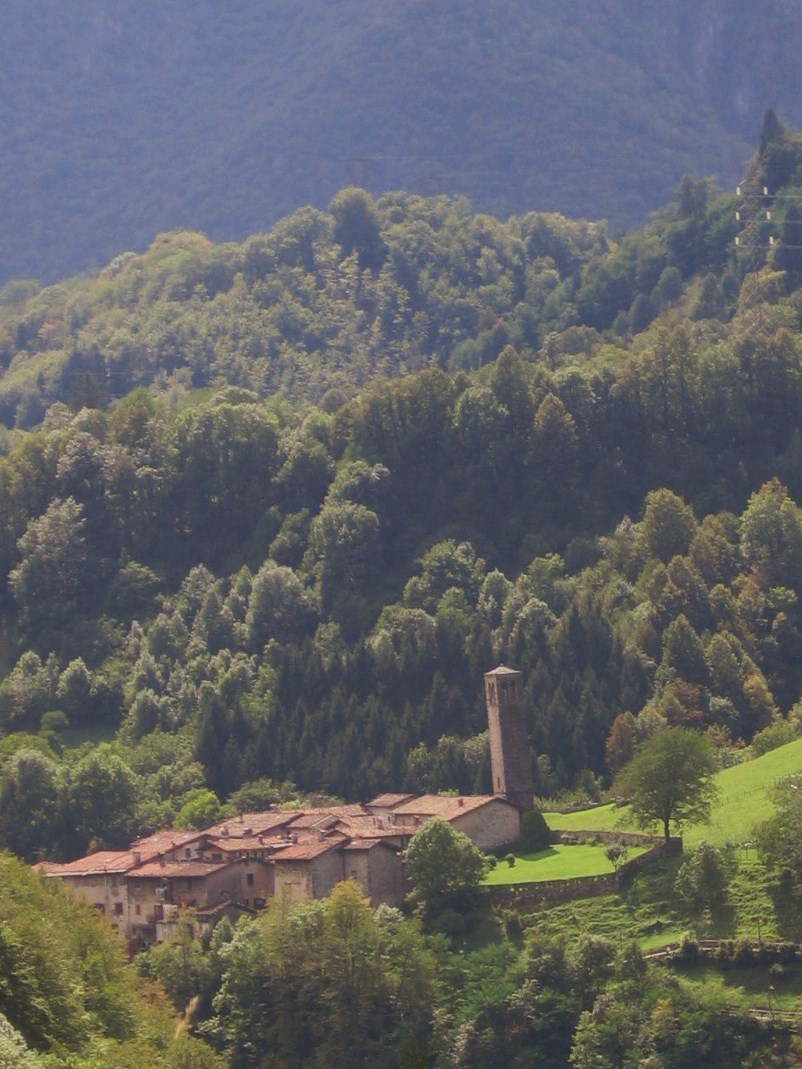
Cornello dei Tasso bei Camerata Cornello, Lombardei

Das lombardische Geschlecht erscheint urkundlich zuerst mit Reinerius de Tasso im Jahre 1117. Odonus de Taxo wird 1146 im Val Brembana, nördlich von Bergamo, erwähnt; dort erscheint der Name auch um 1200 in Almenno. Während der Kämpfe zwischen Guelfen und Ghibellinen, in Bergamo ausgetragen zwischen den Familien Colleoni und Suardi, wich die Familie in das einige Kilometer höher im Tal gelegene Camerata Cornello aus. Dort beginnt mit Homodeus de Tazzis (ital. Omodeo de Tassis del Cornello) im Jahre 1251 die Stammreihe. Der Ortsteil Cornello dei Tasso erinnert bis heute an die Familie.
Tasso ist das italienische Wort für Dachs, das Wappentier der Familie, eingedeutscht Dax, Daxen, woraus sich der Name Taxis entwickelte. Im französischsprachigen Postvertrag von 1505 zwischen Philipp dem Schönen und Franz von Taxis wurde die Familie de Tassis genannt, wie es bis heute im Französischen üblich ist.

### Thurn
Als die inzwischen nach Brüssel übersiedelten Taxis 1624 in den erblichen Grafenstand erhoben wurden, brauchten sie zur Legitimierung für den beabsichtigten weiteren Aufstieg in den Hochadel eine illustre Abstammung. Alexandrine von Taxis beauftragte Genealogen, die Herkunft der Taxis zu klären, die bislang nur als kleines, in den Kaufmannsstand gewechseltes Rittergeschlecht galten. Diese behaupteten nun, wenn auch ohne urkundlichen Nachweis, dass die Taxis vom italienischen Adelsgeschlecht der Torriani, bzw. della Torre, abstammten, die bis 1311 in Mailand und der Lombardei geherrscht hatten. Daraufhin beantragten die Taxis beim Kaiser eine Namensänderung. Bei der Eindeutschung wurde der Turm (Torre) zu Thurn (vgl. mhd. turn) und der zinnenbekrönte Turm der Torriani wurde dem Dachs als Wappenmehrung hinzugefügt.

### Thurn und Taxis
Ab 1650 durften sich die Brüsseler Taxis mit Erlaubnis Kaiser Ferdinands III. von Thurn, Valsassina und Taxis nennen, woraus Thurn und Taxis wurde, im Französischen de la Tour et Tassis, auf Italienisch della Torre e Tasso. Auch der Innsbrucker und der Augsburger Zweig der Familie benannten sich um.

## Historischer Abriss

### Die Compagnia dei Corrieri

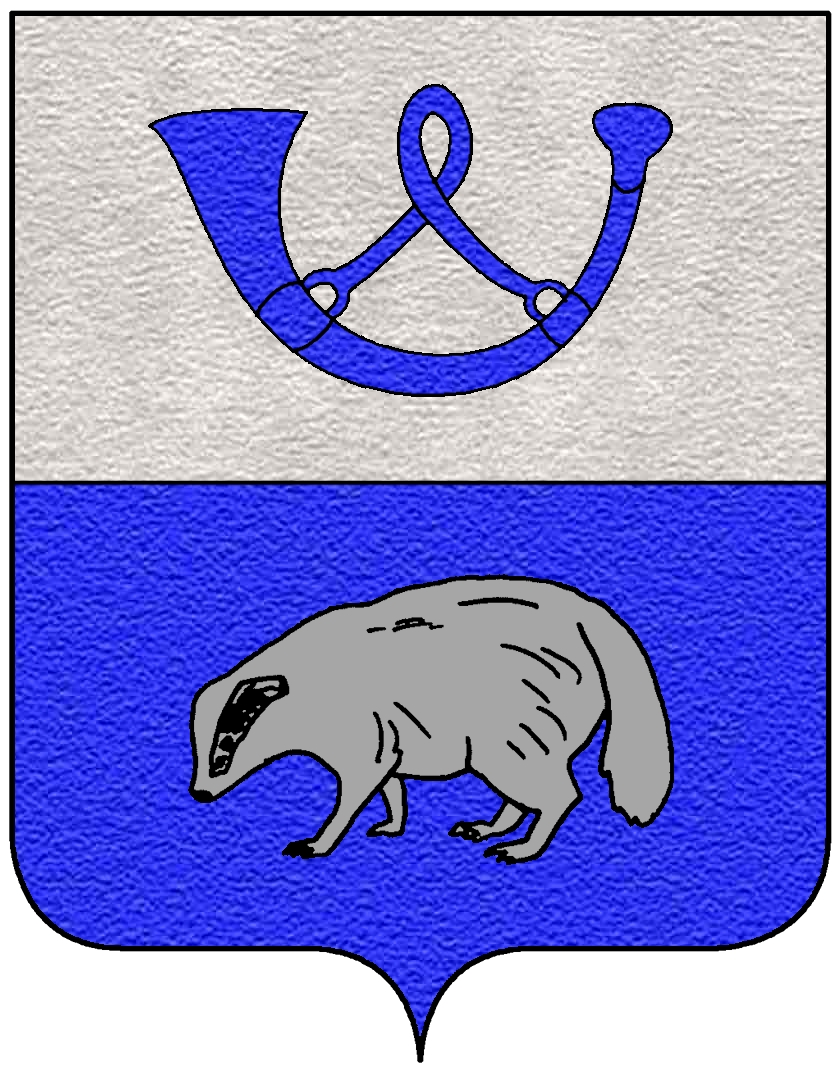
Wappen der Tasso

Homodeus de Tazzis (Omodeo de Tasso) aus Cornello organisierte um 1290, nach der Eroberung Bergamos durch die Mailänder Visconti, mit Hilfe von 32 seiner Verwandten ein Kuriersystem, die Compagnia dei Corrieri, die Mailand mit Venedig und Rom verband. Diese Compagnia war so effizient, dass sie bald eine schnelle Verbindung zwischen allen großen italienischen Städten gewährleistete, sodass die Republik Venedig sie in ihren Dienst stellte; in ganz Italien waren ihre Postreiter als bergamaschi bekannt. Im 15. Jahrhundert lieferten sie auch die päpstliche Korrespondenz als offizielle Kuriere aus, unter anderem an die Habsburger. Für diese richtete Ruggiero de Tasso 1450 die Kurierlinien Bergamo-Wien, um 1460 Innsbruck-Italien und 1480 Wien-Brüssel ein. Sitz der Gesellschaft blieb zunächst das Heimatdorf der Familie, Camerata Cornello. (1991 wurde dort im Palazzo Tasso ein kleines Museum über die Familien- und Postgeschichte eröffnet.)

### Der Eintritt in den Dienst Maximilians I.

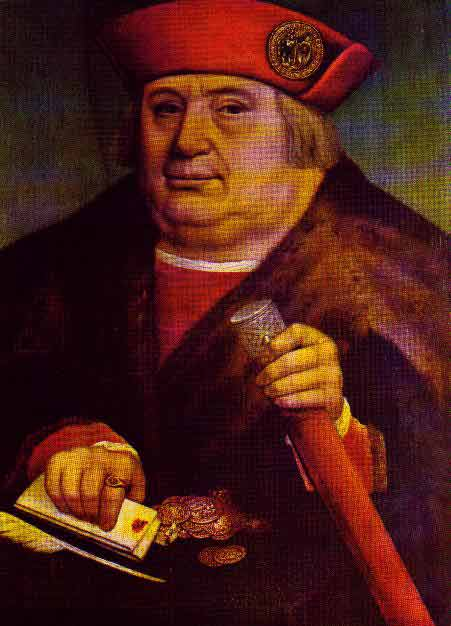
Franz von Taxis (Francesco de Tasso), 1459–1517, Begründer des europäischen Postwesens

Nachdem der römisch-deutsche König und spätere Kaiser Maximilian I. 1490 von seinem Onkel Siegmund Tirol übernommen hatte, machte er Innsbruck zu seiner Hauptresidenz. Da Maximilians Sohn Philipp in den burgundischen Niederlanden und seine Tochter Margarethe am französischen Königshof erzogen wurden, brauchte Maximilian ein funktionierendes länderübergreifendes Nachrichtensystem. Für die Einrichtung einer Stafettenlinie verpflichtete Maximilian daher 1489 die Compania de' Tassis. Als Kuriermeister wirkte zunächst Janetto de Tasso, der noch im selben Jahr seinen Bruder Francesco (Franz von Taxis) und seinen Neffen Giovanni Battista (Johann Baptista von Taxis) aus Cornello nachholte; vom Letzteren stammt die spätere Regensburger Linie ab. Im Gegensatz zu den herkömmlichen Botendiensten richteten die Taxis 1490 eine erste ständige Linie in Stafettenform ein, mit Postreiter- und Pferdewechseln, wobei nur das versiegelte Felleisen (eine lederne Kuriertasche mit den Briefschaften) wie bei einer Staffel weitergereicht wurde. Janetto beauftragte die Betreiber von Herbergen und Fähren, in bestimmten Abständen (im Schnitt 37,5 km) Pferde für die königlichen Kuriere bereitzuhalten und zwar in unbefestigten Dörfern, weil Städte nachts die Tore schlossen; da aber die Post auch nachts ritt, verkürzte sich die Wegezeit erheblich. Maximilian I. verfügte, dass Briefe auf der Strecke Innsbruck-Wien nicht mehr mit Boten, sondern nur noch mit der Postlinie zu transportieren seien.
Erzherzog Philipp, der Sohn Kaiser Maximilians, setzte 1501 Francesco als burgundischen Postmeister ein; als Philipp 1504 König von Kastilien wurde, hatte Taxis zahlreiche neue Routen einzurichten, namentlich zwischen Brüssel und Spanien über Frankreich, mit einer Ersatzroute auf dem Seeweg über Genua. Der König übernahm die Zahlung für die Stafettenlinien, der Postmeister erhielt eine Jahrespauschale. Im Postvertrag von 1505 wurden erstmals genaue Beförderungszeiten für den Sommer und Winter festgelegt, deren Kontrolle durch Stundenpässe erfolgte. In Kriegszeiten sollte Franz von Taxis schnellstmöglich die Routen verlegen und Kriegsstafetten organisieren. Für die Einhaltung des Vertrages musste er mit Leib, Leben und Habe haften.

### Weitere Entwicklung der Habsburger Post

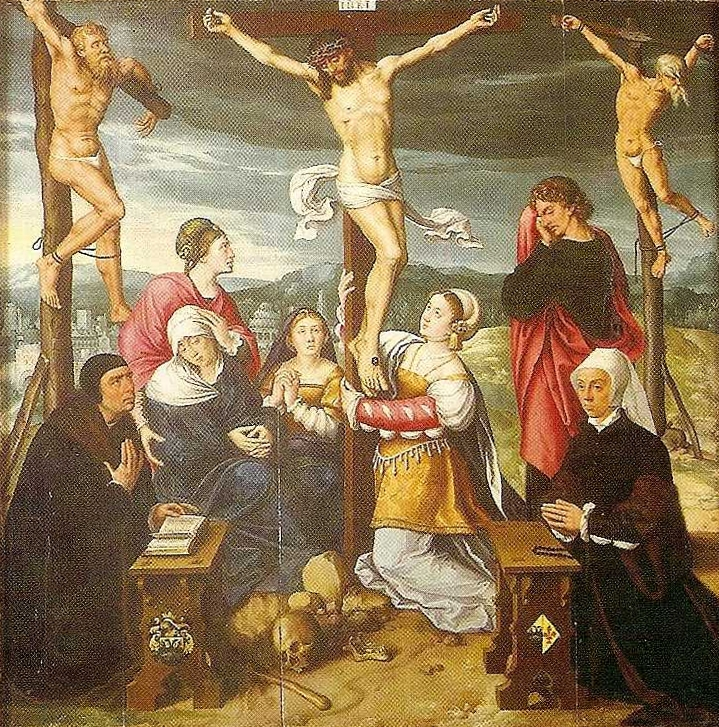
Votivaltar mit Johann Baptista von Taxis und seiner Frau als Stifterfiguren (vor 1541)

Viele Mitglieder der Taxis-Familie befanden sich schon seit 1490 als Postmeister in Habsburger Diensten, so setzte Janetto ab 1504 Gabriel von Taxis als Leiter der Innsbrucker Post ein; von ihm stammt die bis heute bestehende Innsbrucker Linie ab. Er richtete die wichtigen Postlinien Innsbruck-Freiburg-Straßburg, Innsbruck-Füssen-Augsburg, Innsbruck-Salzburg und Innsbruck-Verona-Venedig-Ravenna ein. Die Hauptzentrale dieser Habsburger Post (1490–1556) wurde ab 1517 von Johann Baptista in Brüssel geleitet, der in diesem Jahr seinem verstorbenen Onkel Franz als burgundisch-niederländischer Generalpostmeister folgte, ab 1520 auch als erster kaiserlicher Generalpostmeister für das Reich. Daneben gab es ab 1518 ein unabhängiges Postamt in Madrid unter Maffeo de Tasso (später von Johann Baptistas Sohn Raimundo übernommen), Postämter in Rom und Mailand unter Simone de Tasso und ab 1521 eines in Venedig unter Davide de Tasso. Die erste Augsburger Linie wurde von (Johann) Anton von Taxis ab 1522 begründet. Er war dreimal verheiratet, darunter auch mit Janettos einzigem Kind, Katharina von Taxis. Antons Söhne Johann, Ambrosius und Christoph von Taxis arbeiteten im Postdienst König Ferdinands I. Sie hinterließen keine männlichen Nachkommen und so wurde die zweite Augsburger Linie von den Brüdern Seraphin I. und Bartholomäus begründet; Seraphin II., Sohn des Letzteren, führte sie fort. 1543 kam Antwerpen (unter Johann Baptistas Sohn Anton) hinzu.
Der sogenannte Niederländische Postkurs war damit eine länderübergreifende Nachrichtenübermittlung von Antwerpen bis Neapel, von Prag bis Sevilla, die aber bislang allein Habsburger Interessen diente und nicht von der Öffentlichkeit genutzt werden konnte. Nachdem Karl V. am 28. Juni 1519 zum deutsch-römischen König gewählt worden war, ritt Johann Baptista von Taxis persönlich als Kurier von Frankfurt nach Brüssel und konnte bereits zwei Tage später am Brüsseler Hof das Wahlergebnis dem neuen König melden.
Die häufigen Zahlungsschwierigkeiten ihrer Habsburger Auftraggeber zwangen die Taxis aber dazu, zusätzliche Einnahmequellen zu erschließen. So verkauften sie heimlich Nachrichten, beförderten Briefe für Außenstehende und vermittelten den Bankhäusern zwischen Antwerpen und Rom Pferdewechsel für ihre Kuriere. Daher erhielt Johann Baptista 1520 von Kaiser Karl V. ein Schreiben aus Köln, worin dieser die Fremdbeförderung verbot. Öffentlicher Briefverkehr sollte weiterhin nur durch städtische Botenanstalten, Marktschiffe und die sehr verbreitete Metzgerpost vorgenommen werden. Ab 1531 wurde die Fremdbeförderung durch die kaiserliche Hofpost der Taxis aber geduldet. Kaiser Karl hatte erkannt, dass eine Fremdbeförderung für ihn die Kosten senkte und man zudem Spione besser aufspüren konnte, wenn die Kontrolle von Auslandsbriefen durch die Taxis-Post erfolgte, zu welchem Zweck fortan die Schwarzen Kammern auf den Postämtern dienten. Es entstanden bald erste reguläre Postämter mit Posthaltern vor Ort, als Annahme- und Ausgabestellen für Briefe und Pakete. Nach italienischen Quellen gab es 1539 zwei Beförderungsarten auf der Niederländischen Postroute, die Ordinaripost (normale Post), die an festgelegten Tagen ritt, und die Extraordinaripost (Eilpost, Sonderpost). Die Postmeistereien lagen, ebenso wie die Faktoreien der Fugger, an den Knotenpunkten des Handels; Johann Baptista von Taxis und Anton Fugger waren – nach einem Diktum Richard Ehrenbergs – „Häuptlinge ganzer Clans verwandter Kapitalisten“. Die beiden katholischen und kaisertreuen Aufsteigerfamilien vom Beginn der Neuzeit waren europaweit an zahlreichen gemeinsamen Finanzierungsgeschäften beteiligt. Beide schafften den Aufstieg in den Hochadel aus rein gewerblicher Tätigkeit, ohne den „reichsständischen Stallgeruch“.

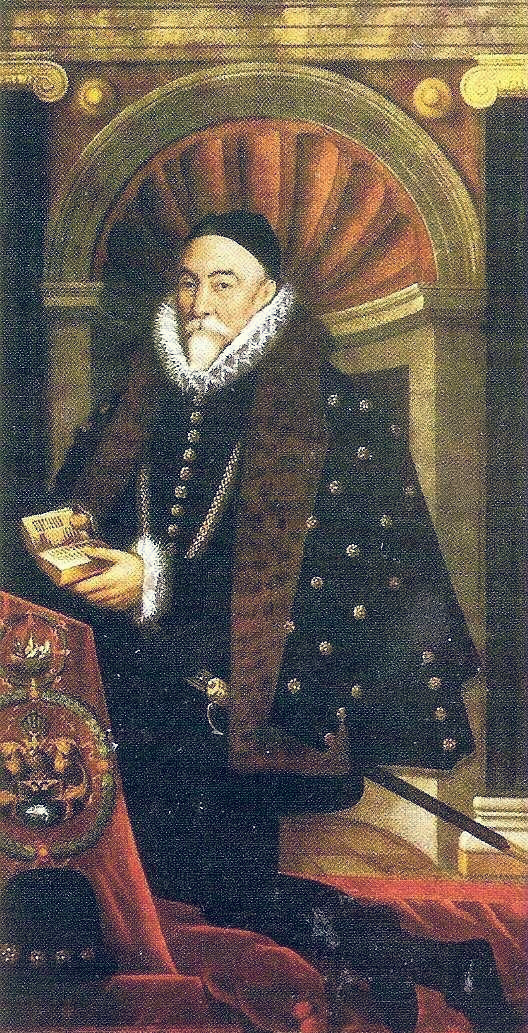
Leonhard I. von Taxis (* um 1522; † 1612)

1541 folgte Franz II. seinem verstorbenen Vater Johann Baptista als Generalpostmeister, zwei Jahre später folgte dessen Bruder Leonhard I. 1545 bekam die Taxis-Familie sogar das Monopol für die länderübergreifende Privatbeförderung von Briefen aus den Niederlanden, als der Kaiser allen Kaufleuten, besonders denen aus Antwerpen, verbot, ihre Briefe durch eigene Boten und Kuriere mittels Pferdewechsel zu befördern. Anfang 1551 eröffnete die Brüsseler Niederlassung eine regelmäßig verkehrende Stafettenpost einmal pro Woche in beiden Richtungen zwischen Antwerpen, Brüssel und Augsburg. Dies war die erste regelmäßige Postlinie, in der bestimmte Abgangs- und Ankunftstermine eingehalten wurden und damit der Beginn des organisierten Briefverkehrs, der bis heute besteht. Von nun ab starteten die Ordinari-Stafetten einmal wöchentlich zur selben Uhrzeit und transportierten auch Wertgegenstände und Lasten. Ein Nachteil dieser Regelung war, dass die Rittzeiten bekannt waren und somit auch für Räuber planbar wurden. So häuften sich in der Zeit von 1555 bis 1561 die Überfälle. Aus diesem Grund unternahm der Hofpostmeister Christoph von Taxis 1561 eine Inspektionsreise auf der Postroute.
Karl V. dankte 1556 als Kaiser und spanischer König ab, 1558 wurde sein Bruder Ferdinand zum Kaiser gewählt, Karls Sohn Philipp wurde spanischer König; dadurch teilten sich die Habsburger in zwei Herrscherhäuser, die Spanischen und die Österreichischen Habsburger. Die Brüsseler Postzentrale arbeitete nun für das habsburgische Spanien, und der Niederländische Postkurs (von Brüssel bis Rom, mit Abzweigern zu wechselnden Reichstagen und zu den jeweiligen Residenzen des Kaisers) wurde zu einer spanischen Transitroute durch das Reich (siehe: Habsburger Post (1557–1597)).

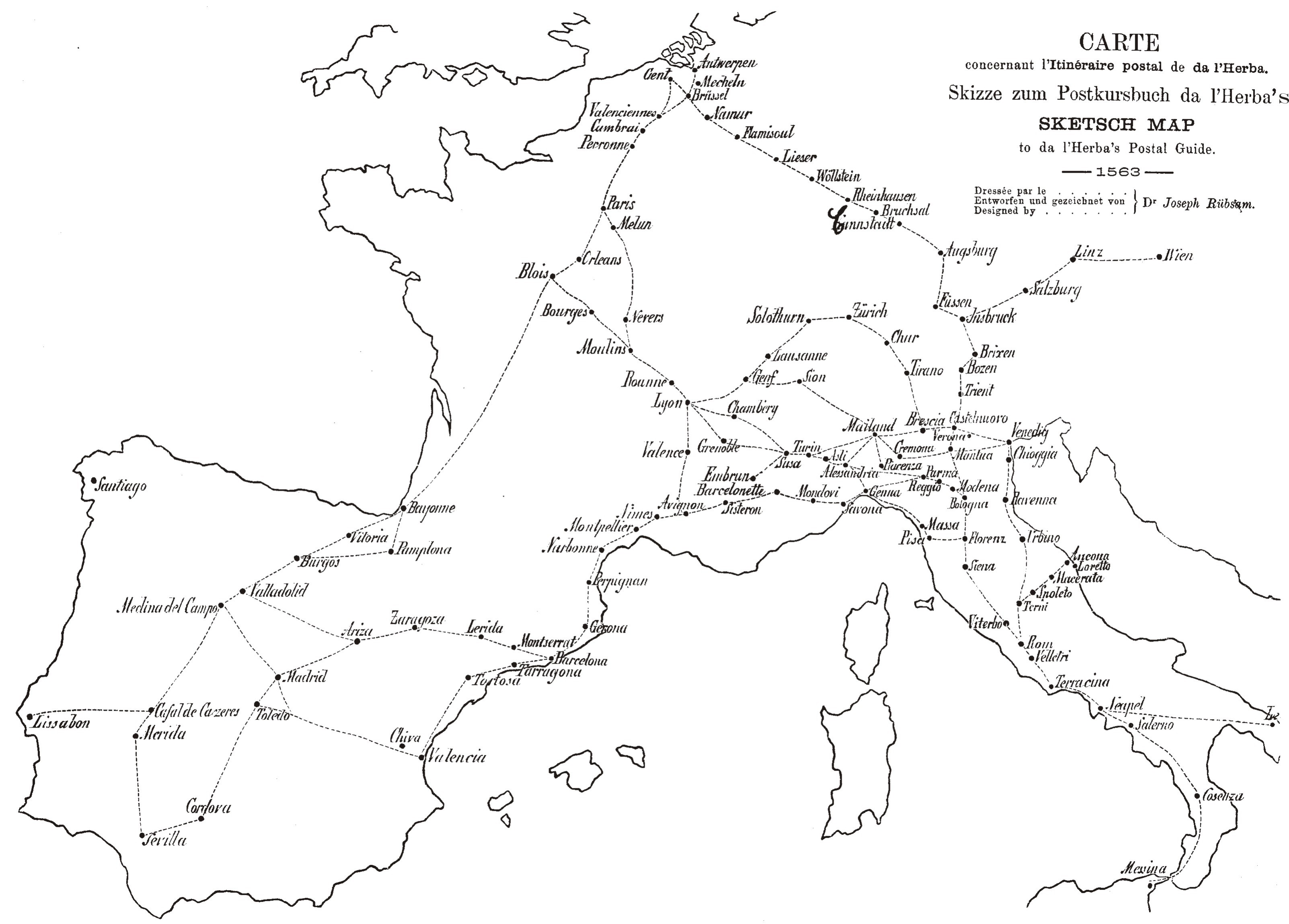
Postkurse 1563

Zwischen verschiedenen Mitgliedern der Familie Taxis brachen teils heftige Streitigkeiten über bestimmte Poststationen und Einnahmen aus, so 1563 zwischen Seraphin II. und Christoph um das Postamt in Augsburg, 1564 um dasselbe zwischen Seraphin II. und dem Füssener Postmeister Innozenz von Taxis oder 1580 zwischen Seraphin II. und Leonhard I. um die Generalpostmeisterstelle im Reich. Die finanzielle Situation des Brüsseler Postmeisters Leonhard von Taxis verschlechterte sich, als nach dem spanischen Staatsbankrott im Jahre 1565 die Zuschüsse von der spanisch-niederländischen Finanzbehörde in Lille eingestellt wurden, 1568 kam es zu Protesten der Posthalter samt Bummelstreiks wegen Zahlungsrückständen. 1574 kam es erneut zu einem spanischen Staatsbankrott, 1576 folgte der Staatsstreich in den Niederlanden mit der Ausrufung der Generalstaaten. Leonhard und sein Sohn Lamoral von Taxis flohen aus Brüssel nach Luxemburg, der Niederländer Johann Hinckart übernahm das Brüsseler Postmeisteramt. Seraphin II. richtete daher 1577 eine Umleitung der Post von Augsburg nach Antwerpen, einer schon damals wichtigen Hafenstadt, über Köln ein. Leonhard wurde jedoch 1580 wieder als Postmeister in Brüssel eingesetzt.
Schon im Jahre 1578 hatte die Augsburger Kaufmannschaft dem Kaiser vorgeschlagen, eine eigene Reichspost mit einer Zentrale in Augsburg aufzubauen. Initiator war der Augsburger Patrizier Konrad Rott. Diese Route sollte der Allgemeinheit zugänglich sein und dem Kaiser eine kostenlose Nachrichtenübermittlung ohne Zuschüsse bringen. Es folgten längere Diskussionen und die Einsetzung einer Kommission. Erst 1595 erhielt Leonhard von Taxis endlich einen kaiserlichen Bestallungsbrief für alle Posten im Deutschen Reich, soweit sie vom spanischen König Philipp II. bezahlt wurden. Gleichzeitig bekam er den Titel eines Generalobristen Postmeisters im Heiligen Römischen Reich. Gestützt auf ein kaiserliches Postregal nahm im Jahr 1597 die Kaiserliche Reichspost ihren Betrieb auf.

### Die Kaiserliche Reichspost
Betreiber der Kaiserlichen Reichspost waren Mitglieder der Familie der Taxis, die sich ab 1650 mit kaiserlicher Genehmigung in Thurn und Taxis umbenannten und ohne Unterbrechung die Generalpostmeister stellten. Die Zentrale befand sich bis 1701 in Brüssel, der Hauptstadt der Spanischen Niederlande, wurde jedoch im Spanischen Erbfolgekrieg nach Frankfurt und 1748 nach Regensburg verlagert. Erst mit der Niederlegung der Reichskrone im Jahre 1806 durch Kaiser Franz II. und der Auflösung des Heiligen Römischen Reiches endete die Kaiserliche Reichspost.
Sie stand unter dem Schutz des Kaisers und war für jeden Interessenten gegen Bezahlung zugänglich. Anfangs bestanden nur zwei Postkurse im Gebiet des heutigen Deutschland. Im Mittelpunkt stand die Niederländische Postroute, die gleichzeitig ein Transitkurs war. Sie führte von Brüssel über Augsburg, Innsbruck und Trient nach Italien (Mailand, Venedig, Rom). Die Posthalter der niederländischen Linie, die gleichzeitig den spanischen Habsburgern als Transitkurs diente, wurden von der Brüsseler Zentrale bezahlt, wobei die spanische Krone dem Kaiser Zuschüsse gewährte. Die Einnahmen aus der Fremdbeförderung gingen in voller Höhe an die Familie Taxis in Brüssel. Ernsthafte Konkurrenten der Kaiserlichen Reichspost waren die Botenanstalten der Städte. 1597 erließ Kaiser Rudolf II. daher ein Dekret, in dem er im Reich und seinen Erblanden das Nebenbotenwesen und die Metzgerpost verbot. So kam die Taxis'sche Reichspost um 1579 auch nach Lübeck, sie bestand dort neben der Hansepost, was zu Reibereien führte.
Lamoral von Taxis richtete für den seit 1612 regierenden Kaiser Matthias 1615 eine Ordinaripost von Köln über Frankfurt und Nürnberg bis zur böhmischen Grenze ein, die von der Habsburger Hofpost bis Prag fortgesetzt wurde. Als Dank erhielt das Haus Taxis vom Kaiser das Amt des Generalpostmeisters zum Erbmannslehen. Seitdem nannten sich die Brüsseler Taxis Generalerbpostmeister.

### Der gesellschaftliche Aufstieg

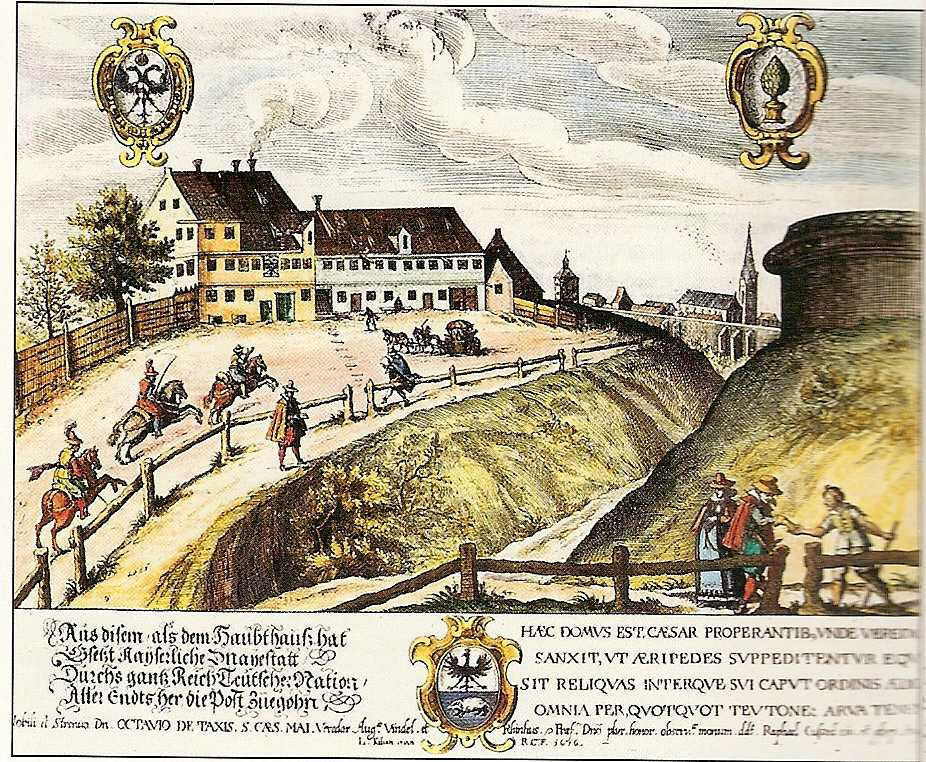
Das Augsburger Posthaus 1616

Im Verlauf des 16. Jahrhunderts wurde die Taxis-Dynastie mit der Beförderung der kaiserlichen Kurierpost im Heiligen Römischen Reich, in den Burgundischen Niederlanden, später Spanischen Niederlanden, Spanien und Burgund betraut. Der niederländische Zweig der Familie wählte zunächst Mechelen und dann Brüssel als Wohnsitz.
1512 erhielten Franz und seine Brüder, darunter auch Janetto, sowie der Neffe Johann Baptista und dessen Brüder Maffeo und Simon den einfachen Adelsbrief als „von Taxis“, 1514 auch der Begründer der Augsburger Linie, Seraphin, und sein Bruder Bartholomäus sowie die Kuriere Hieronymus, Christoph und dessen Sohn Anton. Johann Baptistas Sohn Raimundo de Tassis (ca. 1515–1579) übernahm als Correo Mayor das Madrider Postmeisteramt, dessen Sohn Juan de Tassis y Acuña wurde 1603 zum Grafen von Villamediana erhoben. Der Augsburger Hofpostmeister Christoph von Taxis zeugte mit einer protestantischen Frau einen natürlichen, später legitimierten Sohn, Carlin von Taxis († 1628), dessen Namensbestandteil „von“ jedoch kein gültiges Adelsprädikat darstellte. Auf ihn führt sich eine bürgerliche (und protestantische) Familie Taxis im baden-württembergischen Deizisau zurück, die dort bis heute existiert.
Erst im Jahre 1608 wurde die Brüsseler Linie in den erblichen Reichsfreiherrenstand erhoben, 1642 auch die Innsbrucker Linie. Ab 1615 wurde das Postgeneralat erblich, und die Taxis waren von nun ab Generalerbpostmeister des Reichs. 1624 wurde Freiherr Lamoral von Taxis mitsamt seinem Sohn Leonhard II. in den erblichen Grafenstand erhoben. Nach dem Tod Leonhards II. 1628 übernahm seine Witwe Alexandrine stellvertretend für den minderjährigen Sohn Lamoral die Leitung der Kaiserlichen Reichspost. Neben ihrer Tätigkeit als Generalpostmeisterin versuchte Gräfin Alexandrine, den weiteren gesellschaftlichen Aufstieg der nunmehr gräflichen Familie Taxis durch eine illustrere Abstammung zu untermauern, da die Taxis ihrer Herkunft nach lediglich als kleines Rittergeschlecht galten, das zudem in den bürgerlichen Kaufmannsstand gewechselt war. Da einem weiteren Aufstieg in der Adelshierarchie eine bürgerlich-kaufmännische Abstammung – etwa von Seiten der Reichsfürsten – entgegengehalten werden konnte, beauftragte Alexandrine um 1640 verschiedene spanische und italienische Genealogen, die Abstammung der Familie Taxis zu erforschen. Diese kamen zu dem (erwünschten) Ergebnis, die Taxis könnten dem italienischen Geschlecht der Torriani oder della Torre („vom Turm“) aus dem Valsassina in der heutigen Provinz Lecco entstammen, die bis zu ihrer Vertreibung durch Heinrich VII. und die Visconti im Jahre 1311 über Mailand und einen Teil der Lombardei geherrscht hatten. Aufgrund dieser Vermutungen beauftragte Gräfin Alexandrine den Kanoniker Julius Chifletius, einen Nachweis für die Verbindung des Hauses Taxis mit den Torriani zu erbringen. Chifletius publizierte 1645 die neuen Erkenntnisse in der Propagandaschrift Les Marques d’honneur de la maison de Tassis (Die Ehrenzeichen des Hauses Taxis), zu der Nicolaus van der Horst die Illustrationen und den Buchtitel beisteuerte. Damit beantragte die Gräfin eine – schließlich auch gewährte – kaiserliche und königlich-spanische Genehmigung der Namensänderung in „Thurn, Valsassina und Taxis“, woraus sich durch Verkürzung bald die Namensform „Thurn und Taxis“ entwickelte. Nach Bestätigung Kaiser Ferdinands III. galten die Thurn und Taxis seither als Nachfahren der oberitalienischen Della Torre und ihres österreichischen Nebenzweiges Thurn und Valsassina. Damit war der Grundstein für den späteren Aufstieg der Thurn und Taxis in den Reichsfürstenstand gelegt. Der Haushistoriker Max Piendl stellte allerdings 1981 fest, dass nur die Abstammung der österreichischen Grafen von Thurn und Valsassina-Como-Vercelli von den Torriani zweifelsfrei feststehe.
1680 erhielt auch die Innsbrucker Linie den Grafenstand, sie heißt bis heute von Thurn Valsassina und Taxis.
1681 wurde die Brüsseler Linie (später in Frankfurt und Regensburg) mit Eugen Alexander in den spanisch-niederländischen Fürstenstand, mit Braine-le-Château als Titularfürstentum (Principauté de la Tour et Tassis), und 1695 in den Reichsfürstenstand erhoben, obwohl zu dieser Zeit noch kein Territorialbesitz im Reich bestand. Die Aufnahme in den Reichsfürstenrat erfolgte 1704, mit Anteil an der Kuriatstimme des kurrheinischen Kreises auf dem Reichstag, 1724 folgte für Eglingen die Aufnahme ins Schwäbische Reichsgrafenkollegium, 1754 erhielt der Fürst eine Virilstimme für das Reichsgeneralerbpostmeisteramt, 1803 eine weitere für das Reichsfürstentum Buchau. Seit 1741 stellte das Haus auf dem „Immerwährenden Reichstag“ den Prinzipalkommissar.

### Dreißigjähriger Krieg

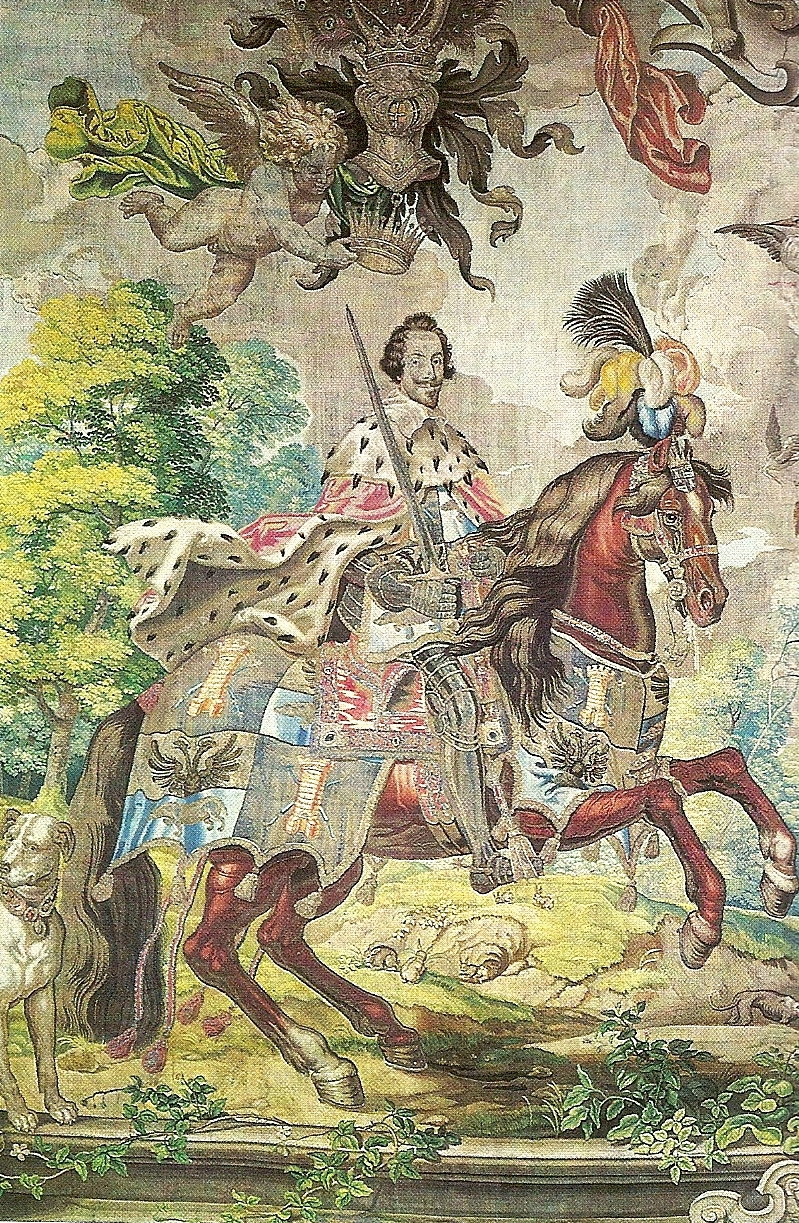
Graf Leonhard II. von Taxis (1594–1628), auf dem Reiterteppich von 1646

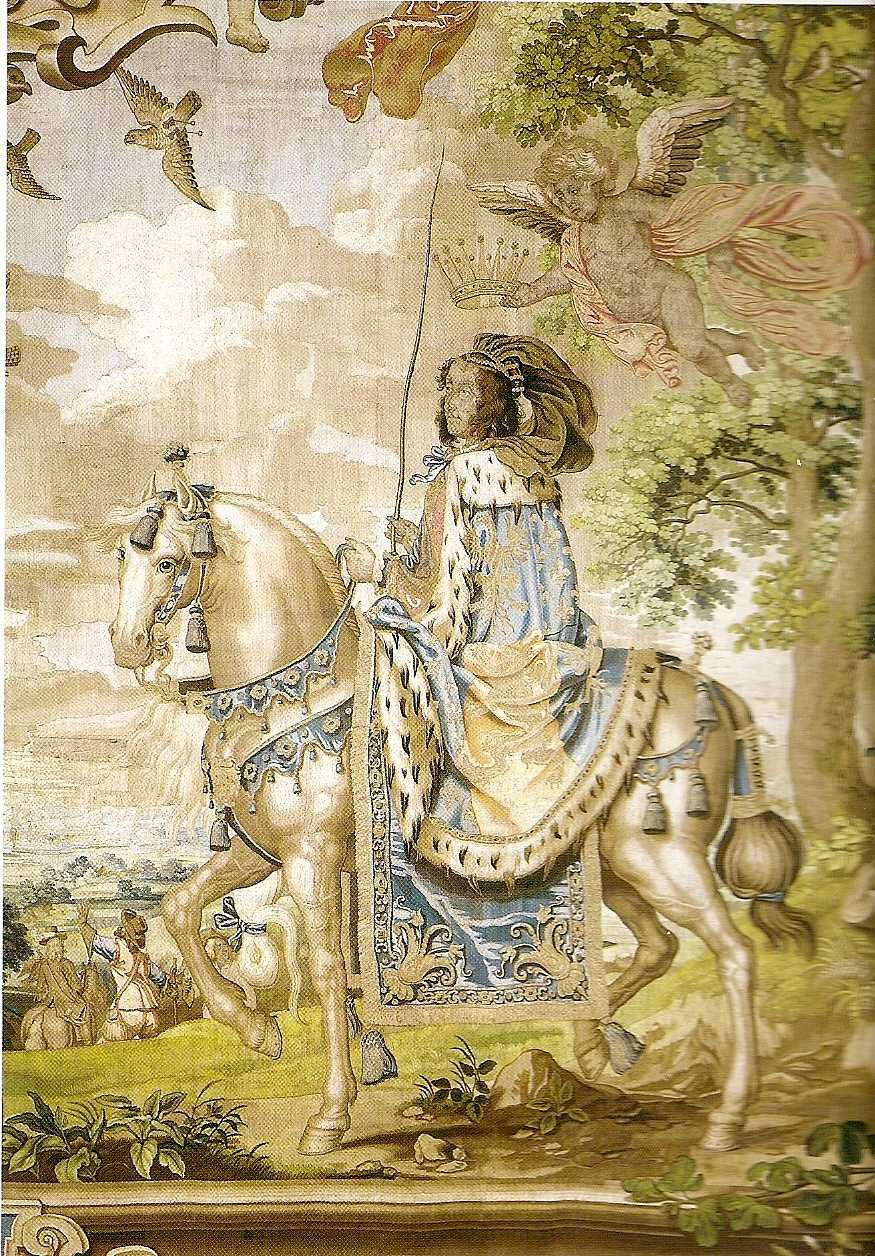
Gräfin Alexandrine von Taxis (1589–1666)

1618 hatte mit dem Prager Fenstersturz der Dreißigjährige Krieg begonnen. Nach dem Tod Lamorals 1624 wurde das Reichspostlehen auf seinen Sohn Leonhard II. übertragen. Dieser plante eine zentral von Brüssel aus gesteuerte Organisation. Die übergeordneten Postmeister hießen von nun an Postverwalter. Gleichzeitig gelang es, Konkurrenten wie den Kölner Postmeister Jacob Henot und den Frankfurter Postmeister Johann von den Birghden auszuschalten. Nach dem überraschenden Tod Leonhards II. 1628 übernahm seine Witwe Alexandrine stellvertretend für den minderjährigen Sohn Lamoral Claudius Franz die Leitung der Kaiserlichen Reichspost. 1630 trat Schweden unter König Gustav Adolf in den Dreißigjährigen Krieg ein und besetzte 1631 Frankfurt. Gräfin Alexandrine verlor zwischen 1632 und 1635 fast alle wichtigen Poststationen im Reich, bis auf die über Randgebiete umgeleitete niederländische Postroute nach Italien und Wien. Erst mit der Wiedergewinnung der meisten Postkurse gegen Ende des Krieges und einer Expansion des bestehenden Postnetzes gelang es Gräfin Alexandrine, die Vormachtstellung der Kaiserlichen Reichspost zu sichern. In der Vorbereitungsphase der Friedensverhandlungen, die im Westfälischen Frieden 1648 ihren Abschluss fanden, ließ sie Postkurse nach Osnabrück und Münster einrichten und verschaffte der Kaiserlichen Reichspost damit einen Vorsprung bei der Nachrichtenübermittlung, die für alle Parteien durchgeführt wurde.

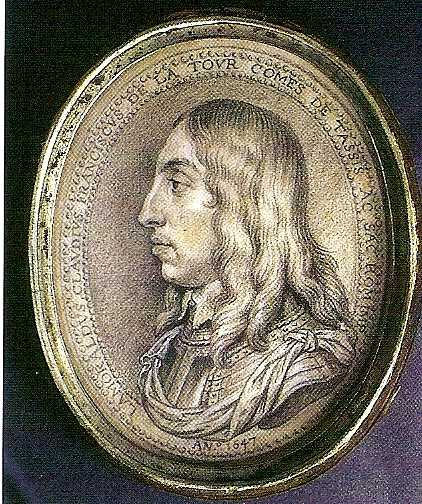
Graf Lamoral Claudius Franz von Thurn und Taxis (1621–1676)

Nach dem Krieg kam es zur Gründung von eigenen Landespostanstalten, etwa durch Brandenburg-Preußen, Sachsen, Mecklenburg, Hessen-Kassel oder Braunschweig-Hannover, die jedoch die vorhandenen Postkurse der Kaiserlichen Reichspost als bezahlte Transitrouten betrieben. Eine Bayerische Post gab es schon seit dem 16. Jahrhundert, mit Botenverbindungen zu den Taxis'schen Reichspostämtern in Regensburg, Augsburg und Innsbruck, ab 1664 auch in München. Als Kurfürst Max Emanuel jedoch eine reitende Post von München nach Brüssel anlegen wollte, zwang ihn der Kaiser zum Rückzug. Auch Österreich betrieb seine eigene Post – das oberste Hofpostamt Österreichs wurde zwar ab 1480 gelegentlich von Mitgliedern der Familie Taxis mitversehen, doch blieben diese in Innsbruck, Augsburg oder Brüssel ansässig; es wurde dann aber an die Familie Wolzogen vergeben, danach an die Magno und schließlich 1622 für hundert Jahre an die Postmeisterdynastie der Paar, die seit 1560 in Preßburg amtierten und auch mit dem Oberhofpostmeisteramt von Ungarn, Böhmen, Österreich ob und unter der Enns und der Steiermark belehnt wurden und somit in langjähriger Konkurrenz zu den Thurn und Taxis standen; auch sie erreichten 1654 die Erhebung in den Grafen- und 1769 in den Fürstenstand. Der Antrag des Grafen Karl von Paar im Jahre 1665 auf die Übernahme des Tiroler Postwesens, das von den Innsbrucker Taxis betrieben wurde, durch die kaiserliche Hofpost scheiterte, da der Kaiser Rücksicht auf den besonderen Status der spanischen Transitroute nehmen musste. Städtische Botenanstalten spielten bald nur noch regional eine Rolle. Lamoral Claudius Franz, seit 1646 volljähriger Generalerbpostmeister, versuchte nach dem Ende des Dreißigjährigen Krieges wiederholt, die evangelischen Landespostanstalten mit Hilfe des Kaisers auszuschalten oder zurückzudrängen. Dies gelang nicht, jedoch führte zunehmender Briefverkehr zu einer Gewinnsteigerung. Andererseits wurde jedoch eine Niederlassung in Hamburg eröffnet, das bislang nur über die Botenzüge der Hanse angebunden war; es entstand die kaiserlich privilegierte Post- und Güterkutsche zwischen Hamburg und Nürnberg.
In den drei Kurerzbistümern Mainz, Trier und Köln behinderten die bald einsetzenden Kriegszüge des französischen Königs Ludwig XIV. eine kontinuierliche Expansion der Kaiserlichen Reichspost. In der Kurpfalz, Baden, Hessen-Darmstadt, Württemberg, Bayern und Tirol dagegen konnte die Reichspost auch weiter ungehindert arbeiten, Schwierigkeiten mit den örtlichen Machtträgern wurden durch Verträge beseitigt. Unter Lamoral Claudius Franz begannen bei der Kaiserlichen Reichspost erste Versuche zur Einführung der Fahrpost und Postkutschen, nachdem bereits einige konkurrierende Landespostanstalten in Vorleistung getreten waren. Nach Wolfgang Behringer war die Fahrpost allerdings zunächst eher ein Verlustgeschäft und wurde nur aus Konkurrenzgründen weiter ausgebaut.

### Übersiedlung nach Frankfurt und Regensburg

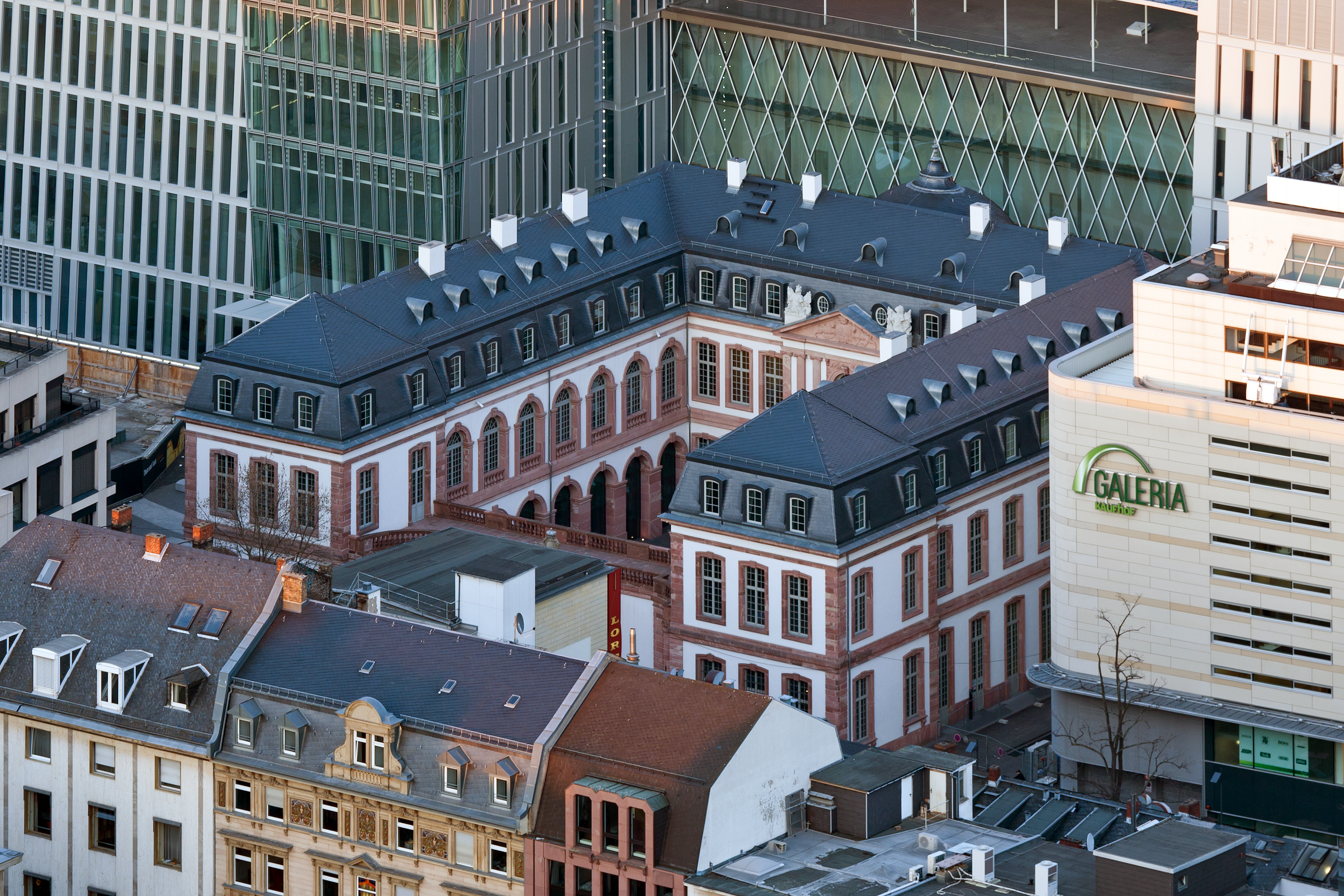
Das Palais Thurn und Taxis in Frankfurt am Main (erbaut 1731 bis 1739, abgerissen 1951, wiedererrichtet 2004 bis 2009)

Nach dem Beginn des Spanischen Erbfolgekrieges musste die Brüsseler Zentrale aufgegeben werden und die Thurn und Taxis übersiedelten 1702 nach Frankfurt am Main. 1706 starb die von Seraphin II. abstammende Augsburger Postmeisterlinie der Taxis aus, nun gab es neben der Frankfurter Linie nur noch die von Gabriel von Taxis abstammende Innsbrucker Linie, welche die Tiroler Post betrieb, sowie die Familie Taxis-Bordogna-Valnigra, die auf Johann Baptistas Schwester Elisabeth zurückging und das Obrist-Erbpostmeisteramt zu Trient und Bozen innehatte. Die Madrider Linie war bereits 1622 mit Juan de Tassis y Peralta, 2. Conde de Villamediana erloschen. In Frankfurt ließ Anselm Franz von Thurn und Taxis ab 1729 das Palais Thurn und Taxis erbauen. Der Erwerb umfangreicher Ländereien schloss sich an, darunter 1723 die Reichsherrschaft Eglingen, 1734 der Markt Dischingen mit Schloss Trugenhofen, das eine beliebte Sommerresidenz der Familie wurde, 1735 die Herrschaft Duttenstein, 1741 auch das Dorf Trugenhofen und 1749 das Rittergut und die Herrschaft Ballmertshofen.

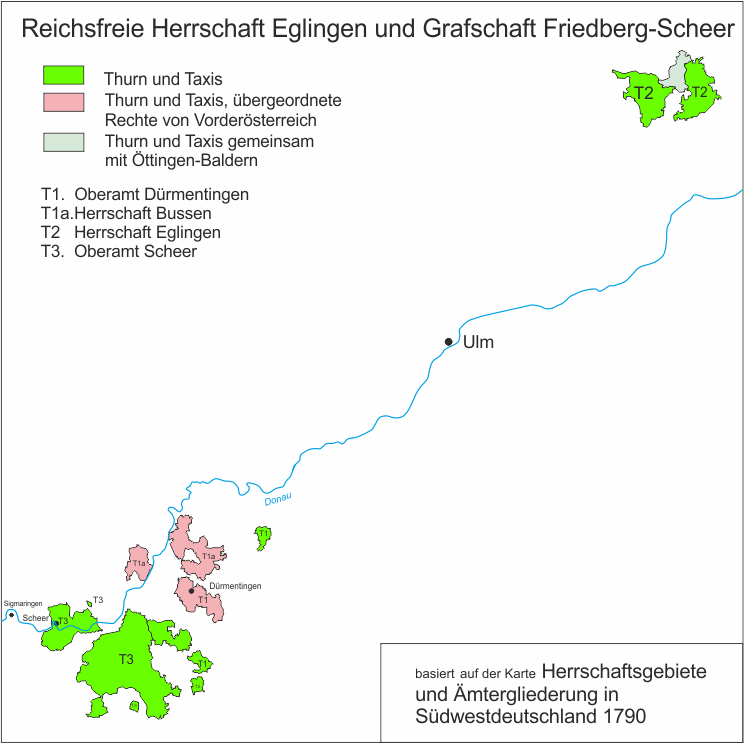
Grafschaft Friedberg-Scheer rund 1790

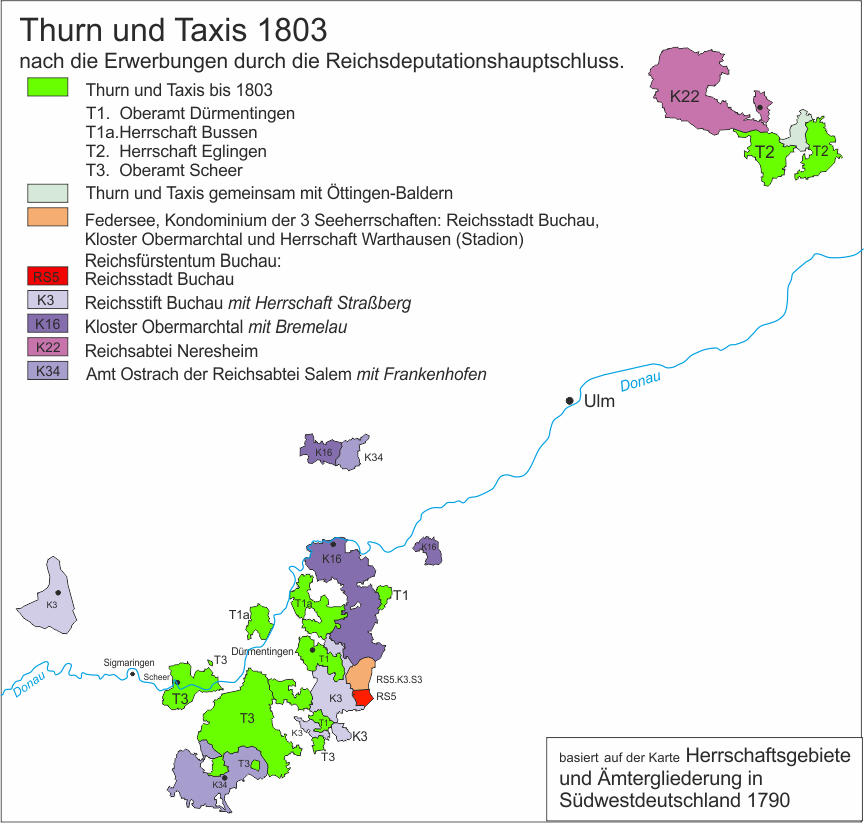
Reichsfürstentum Buchau in 1803

1743 wurde Fürst Alexander Ferdinand durch Karl VII. zum kaiserlichen Prinzipalkommissar im Reichstag ernannt und das Reichspostgeneralat in ein Thron- und Fahnlehen umgewandelt, worauf der Fürst sich auch um eine eigene Virilstimme im Reichsfürstenrat bemühte, die ihm 1754 für das Generalerbpostmeisteramt gewährt wurde. Doch wurde dem Großunternehmer beim Einzug in den Reichstag von anderen reichsständischen Fürsten- und Grafenhäusern eine „unadelige Lebensweise“ vorgehalten. 1748 wurde er von Franz I., nach zwischenzeitlicher Absetzung, erneut zum Prinzipalkommissar ernannt und vertrat ihn somit beim Immerwährenden Reichstag in Regensburg, wo die Thurn und Taxis seit jenem Jahr residieren. Dieses Amt als Stellvertreter des Kaisers beim Immerwährenden Reichstag war sehr kostenintensiv und ein Zuschussunternehmen, da es gleichzeitig mit aufwändigen Repräsentationspflichten verbunden war. 1786 erwarb Fürst Karl Anselm die oberschwäbische Grafschaft Friedberg mit den Herrschaften Scheer, Dürmentingen und Bussen, die ab 1787 als Grafschaft Friedberg-Scheer bezeichnet wurde. Erst seitdem regierten die Thurn und Taxis 20 Jahre lang ein eigenes Territorium, ihre Haupteinnahmequelle blieb aber weiterhin die Kaiserliche Reichspost. In den nachfolgenden Jahren kamen weitere Gebiete hinzu: 1786 Güter in Dunstelkingen, 1789 die Herrschaft Grundsheim, 1790 die Herrschaft Göffingen und im selben Jahr die Herrschaft Heudorf.
Die von den Thurn und Taxis betriebene Kaiserliche Reichspost erreichte in den Jahren vor der französischen Revolution ihre größte Ausdehnung. 1787 gab es 22 Taxissche Oberpostämter, über die nahezu die gesamte Reichspost abgewickelt wurde. Einerseits avancierte das Unternehmen im 17./18. Jahrhundert vom herrschaftlichen Instrument der frühen Neuzeit zum allgemeinen Dienstleister, andererseits unterlag es aber im Zeitalter des Absolutismus, im Gegensatz zur anfänglichen Normenfreiheit, zunehmenden Weisungen der Wiener Regierung, insbesondere in den Habsburgischen Erblanden. Die Kaiser versuchten, die Post zu einem Reichsinstitut zu machen, sie betonten ihr kaiserliches Postregal. Selbst das Recht der Einsetzung neuer Postmeister war lange Zeit nicht geklärt. Zwar zählten die Generalerbpostmeister, die Innsbrucker Postmeister sowie die erbländischen Oberhofpostmeister bei Hofe zu den geschätzten Personen, doch ihre Rechte blieben ein ständiges Vabanquespiel.
Nach Ausbruch der französischen Revolution verloren die Thurn und Taxis die Post 1790 zunächst in Flandern und Brabant, aber noch im selben Jahr nach Aufhebung der dortigen Reichspost auch in Hannover und Braunschweig. Ab 1794 wurden die niederländischen Besitzungen durch Frankreich besetzt, kurz darauf die schwäbischen Besitzungen durch den Ersten Koalitionskrieg in Mitleidenschaft gezogen. Der Friede von Lunéville beendete 1801 zwar die kriegerischen Auseinandersetzungen, schrieb dafür aber auch die Abtretung der linksrheinischen Gebiete fest.

### Reichsdeputationshauptschluss 1803
Im Zuge des Reichsdeputationshauptschlusses von 1802/03 fielen den Fürsten Thurn und Taxis weitere Ländereien als Ausgleich für die an Frankreich abgetretenen Postlinien zu, darunter das Damenstift Buchau mit der Herrschaft Straßberg, die Abteien Marchtal und Neresheim, das Amt Ostrach mit der Herrschaft Schemmerberg und den Weilern Tiefental, Frankenhofen und Stetten sowie die in der Grafschaft Friedberg-Scheer gelegenen Klöster Ennetach und Sießen. Durch die Besitzvergrößerung trugen die Fürsten Thurn und Taxis künftig auch den Titel der Fürsten von Buchau und der Grafen von Marchtal und Neresheim. Das Haus Thurn und Taxis nahm außerdem künftig zwei Plätze in der Aufrufordnung für den Reichstag ein.
Im Reichsdeputationshauptschluss wurde Thurn und Taxis außerdem die Erhaltung der bisherigen Posten garantiert, wobei sich Preußen nicht an diese Regelung hielt und umgehend die Posthoheit in den 1803 an Preußen gefallenen Gebieten übernahm.

### Gründung des Rheinbundes 1806

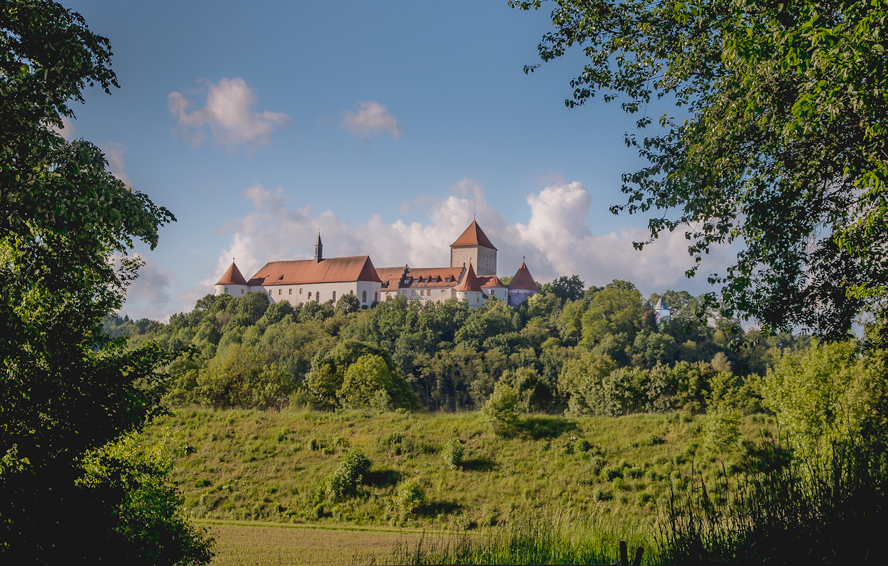
Schloss Wörth an der Donau von 1812 bis 1978 im Besitz der Thurn und Taxis

Mit der Gründung des Rheinbundes im Jahr 1806 begann die Auflösung des bisherigen Reiches und damit das Ende der Reichspostverfassung sowie das Ende der unabhängigen Landesherrschaften, wie die der Thurn und Taxis, die die hoheitlichen Rechte in ihren Gebieten an Württemberg, Hohenzollern und Bayern verloren und mediatisiert wurden, sodass sie seit 1815 als Standesherren galten. Ähnlich wie beim Reichsdeputationshauptschluss sah auch die Rheinbundakte die Fortführung des bisherigen Postwesens vor, jedoch beanspruchten die einzelnen Staaten das Postregal für sich. Auch das Königreich Bayern wollte die Post unter die eigene Aufsicht nehmen. Nachdem festgestellt worden war, dass „in der dem Fürsten von Thurn und Taxis übertragenen Postverwaltung sogenannte ‚geheime Logen‘ bestanden, die Briefe öffneten, Abschriften erstellten und an den österreichischen Hof u. a. verkauften“, musste der Fürst Thurn und Taxis die Post abgeben. Thurn und Taxis schloss daraufhin mit einigen deutschen Staaten Einzelverträge über die Ausübung der Posthoheit. Von einigen Staaten wie Bayern und Baden wurden nach Übernahme des Postwesens durch den Staat hohe und langjährige Entschädigungszahlungen an die Thurn und Taxis bezahlt. Dennoch kam es vor allem unmittelbar nach 1806 zu einer wirtschaftlich angespannten Situation des fürstlichen Hauses, die sich erst 1813 nach der Völkerschlacht bei Leipzig besserte, als Thurn und Taxis wieder die Post in manchen linksrheinischen und nordwestdeutschen Gebieten betreiben konnte.

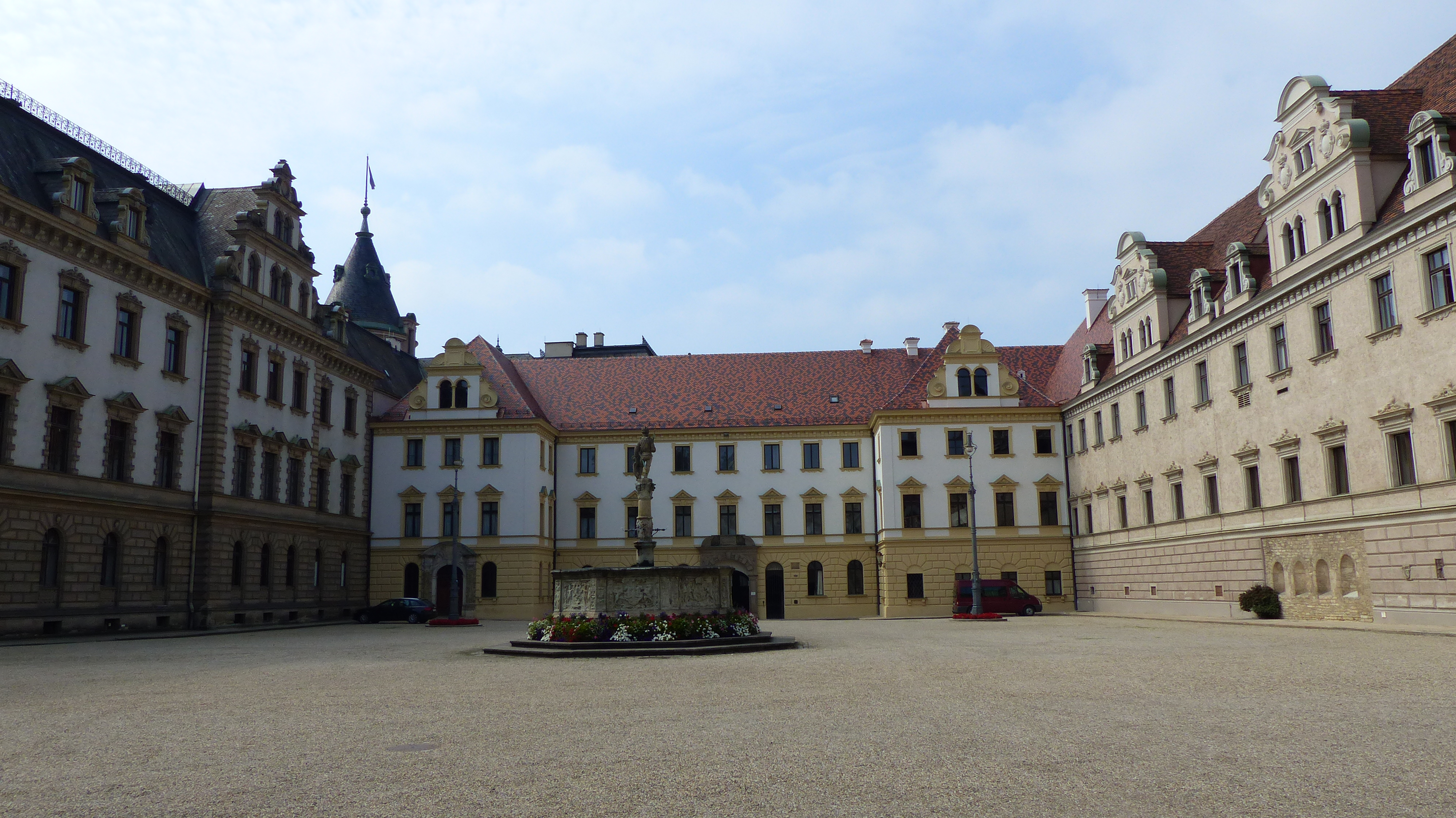
Schloss St. Emmeram in Regensburg, seit 1810 Hauptsitz der Familie

1810 wurde die fürstliche Generalpostdirektion von Regensburg wieder nach Frankfurt verlegt. Schon damals war es aufgrund der politischen Situation nicht klar, ob die Taxis-Post in Bayern Bestand haben würde, weswegen man deren Verwaltung auch in das zentraler gelegene Hessen verlegte. Fürst Karl Alexander trat schließlich 1812 das bayerische Postregal an das Königreich Bayern ab, wofür ihm als Entschädigung die Klostergebäude von St. Emmeram samt Brauerei, Brunnstube und Bauhof in Regensburg übereignet wurden. Diese Gebäude wurden dann sukzessiv zum Schloss St. Emmeram ausgebaut, das künftig die Residenz der Thurn und Taxis bildete. Weiterhin wurden im Postentschädigungsvertrag die Herrschaften Wörth an der Donau und Donaustauf übereignet, nachdem bereits vorher die zugehörigen großen Waldungen vom bayerischen König Max Joseph für eine halbe Million Gulden an das Fürstenhaus als Privatbesitz verkauft worden waren. 1815 wurden auch die Postrechte im Großherzogtum Würzburg und im Fürstentum Aschaffenburg abgetreten, was vom bayerischen Staat mit dem Amt Sulzheim in Unterfranken abgegolten wurde, 1820 ebenso die Post in einigen ehemals fuldaischen und hessischen Orten, die an Bayern gefallen waren. 1825 wurde Thurn und Taxis dafür mit weiterem Besitz u. a. dem Rittergut Traustadt, entschädigt.
Während des Wiener Kongresses 1815 wurden die Besitzverhältnisse neu geregelt. Nicht zuletzt dank der erfolgreichen Verhandlungen von Fürstin Therese erhielt das Haus Thurn und Taxis nach Artikel 17 der Deutschen Bundesakte den Besitz und Nießbrauch der ehemaligen Postanstalten im Reich zurück, sofern nicht durch die einzelnen Landesherren eine Entschädigung gezahlt wurde. Nach dem Kongress kam es zu einer Einigung mit Preußen über die Post in den kurz zuvor an Preußen gelangten Gebieten. Fürst Karl Alexander verzichtete 1816 gegen eine Entschädigung auf das dortige Postregal und erhielt außerdem 1819 vom preußischen König vier Ämter in Posen als Fürstentum unter preußischer Landeshoheit zugesprochen, samt dem Titel Fürst von Krotoszyn.

### Thurn-und-Taxis-Post im Deutschen Bund ab 1816
Nach der Gründung des Deutschen Bundes 1816 betrieb Thurn und Taxis die Post in folgenden Ländern: Kurfürstentum Hessen, Großherzogtum Hessen, Landgrafschaft Hessen, Nassau, Sachsen-Weimar, Sachsen-Meiningen, Sachsen-Coburg und Gotha, Fürstentum Reuß älterer Linie, Fürstentum Reuß jüngerer Linie, Schwarzburg-Rudolstadt, Schwarzburg-Sondershausen, Hohenzollern, Lippe-Detmold und Schaumburg-Lippe, außerdem in der freien Stadt Frankfurt am Main sowie in den Hansestädten Hamburg, Bremen und Lübeck, darüber hinaus bis 1849 auch noch im Schweizer Kanton Schaffhausen.
Der Grund, dass Thurn und Taxis die Post vor allem in Mittel- und Kleinstaaten weiterhin ausübte, liegt darin, dass diese Staaten im Gegensatz zu den größeren Flächenstaaten meist nicht über die logistischen und finanziellen Mittel zum Aufbau eines eigenen Postnetzes verfügten. Das Königreich Württemberg, das die 1805 widerrechtlich an sich genommene Württembergische Post 1819 zurück an Thurn und Taxis geben musste, trat 1851 gegen eine hohe Entschädigung wieder aus der Taxis-Post aus.
Die Thurn-und-Taxis-Post schloss sich 1850 dem Deutsch-Österreichischen Postverein an. 1852 wurden die ersten Thurn-und-Taxis-Briefmarken verausgabt.

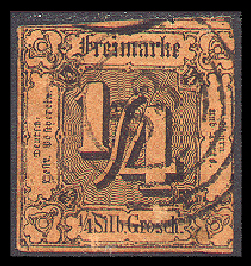
Briefmarke der Thurn-und-Taxis-Post 1852
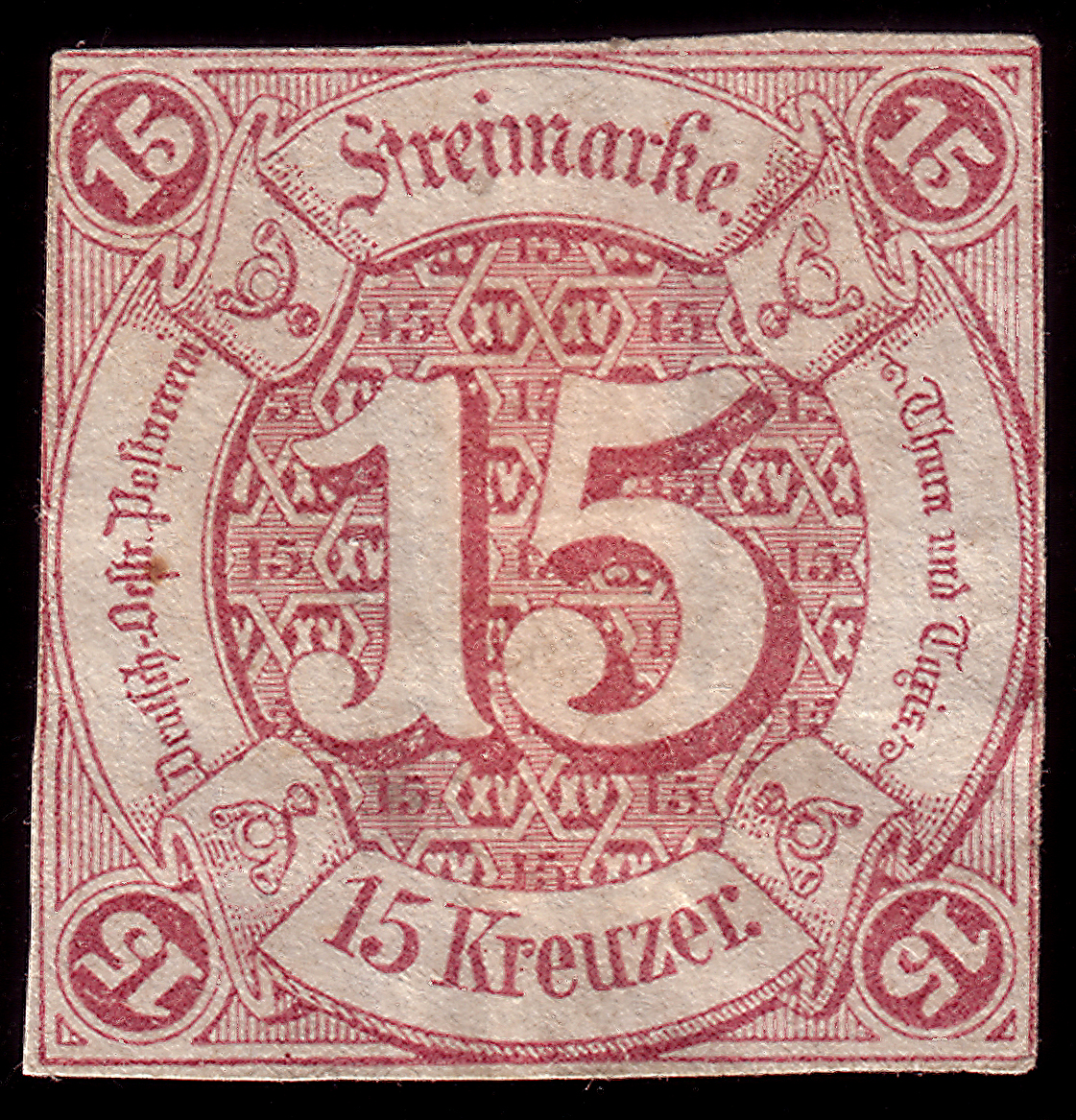
Briefmarke der Thurn-und-Taxis-Post 1859
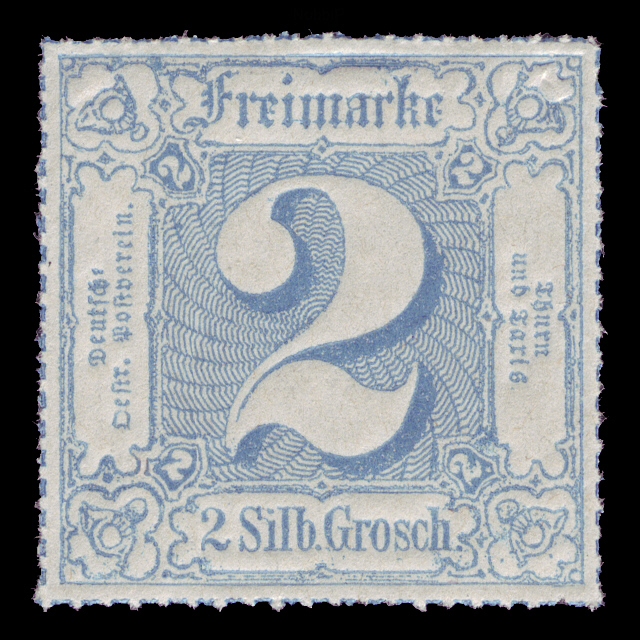
Briefmarke in Talerwährung von 1866
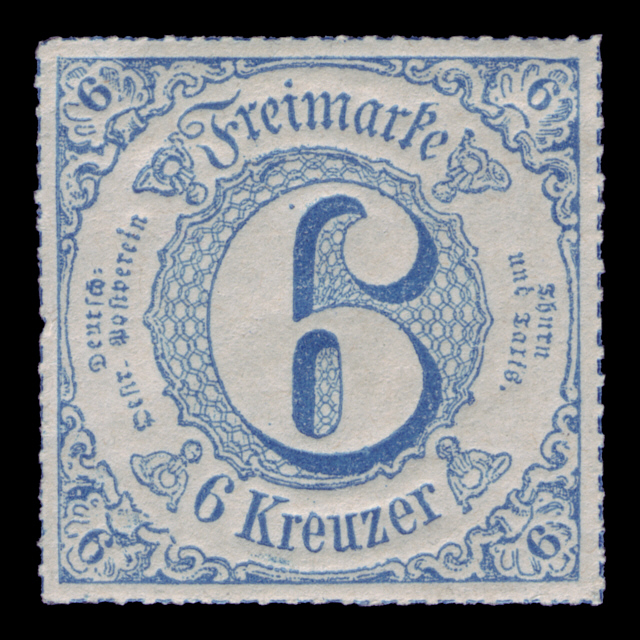
Briefmarke in Guldenwährung von 1866

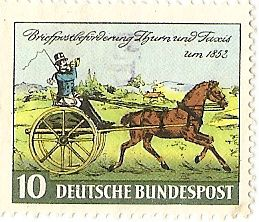
Briefbeförderung mit der Thurn-und-Taxis-Fahrpost 1852

Trotz der 1816/19 erzielten Einigung mit Preußen war das Verhältnis von Thurn und Taxis und Preußen von andauernden Spannungen gekennzeichnet. Vor allem die Hinwendung der Thurn und Taxis zum Hause Habsburg und die von der fürstlichen Familie veranlassten preußenfeindlichen Artikel in der Frankfurter Oberpostamtszeitung gaben Anlass zum Ärger in Preußen. Auf preußischer Seite trat vor allem Otto von Bismarck als Kritiker und Gegner der Fürsten Thurn und Taxis auf. Als im Verlauf des Deutschen Krieges Hessen von Preußen besetzt wurde, wurde der preußische Postrat Heinrich von Stephan als Administrator der fürstlichen Posten eingesetzt, während Fürst Maximilian Karl am 28. Januar 1867 zur Unterzeichnung eines Postabtretungsvertrages genötigt wurde, in dem er sämtliche Postrechte zum 1. Juli 1867 an den preußischen Staat abtrat. Damit endete nach knapp 600 Jahren die postwirtschaftliche Betätigung der Familie Taxis und zugleich eines der am längsten bestehenden großen Familienunternehmen der Weltgeschichte.

### Kaiserreich und Weimarer Republik bis heute
Im August 1870 brachte der Konkurs des belgischen Spekulanten André Langrand-Dumonceau (1826–1900) das stark investierte Haus Thurn und Taxis in Schieflage. Der in Frankfurt und Paris etablierte Bankier Friedrich Emil von Erlanger rettete es jedoch. Dies brachte der Familie Erlanger 1871 den österreichischen Freiherrnstand ein. 1913 wurde das Vermögen der Familie auf 280 Millionen Mark geschätzt.
Bis 1919 lauteten die Titel des jeweiligen Familienoberhaupts: Seine Durchlaucht der Fürst von Thurn und Taxis, Fürst zu Buchau und Fürst von Krotoszyn, Herzog zu Wörth und Donaustauf, gefürsteter Graf zu Friedberg-Scheer, Graf zu Valle-Sássina, auch zu Marchtal, Neresheim usw., Erbgeneralpostmeister.
Durch die Weimarer Reichsverfassung und das bayerische Adelsgesetz verlor die Familie nach dem Ersten Weltkrieg ihre Adelsprivilegien, darunter das Recht, Adelstitel zu führen. Seither tragen alle Familienmitglieder den Nachnamen Prinz bzw. Prinzessin von Thurn und Taxis (bzw. in der Innsbrucker Linie Graf/Gräfin von Thurn-Valsassina und Taxis), wobei der jeweilige Haus-Chef, als Kennzeichnung seiner Stellung, wie die Oberhäupter anderer ehemaliger Fürstenhäuser auch, weiterhin – wenn auch inoffiziell – unter der Bezeichnung „Fürst“ auftritt. Das Haus wird heute von Albert von Thurn und Taxis geleitet, dessen Mutter Gloria von Thurn und Taxis bedeutenden Einfluss auf die Geschäftsführung hat.

## Verschiedenes

### Grundherrschaften und Schlösser

#### Brüssel, Frankfurt, Regensburg, Oberschwaben
Im Verlauf der Familiengeschichte befanden sich zahlreiche Burgen und Schlösser im Besitz der Familie. Im Anschluss an die Übersiedelung von Camerata Cornello nach Brüssel residierte die Familie in einem dortigen Stadtpalais, das gegenüber der Kirche Notre Dame du Sablon lag, in der sich eine Grabkapelle mit den sterblichen Überresten von 19 Mitgliedern der Familie befindet. Ihren Landsitz nahm die Familie Taxis auf dem nahegelegenen Schloss Buizingen. Graf Lamoral II. ließ 1660 das Jagd- und Lustschloss Beaulieu in Machelen bei Brüssel errichten. Ferner ließ er das Palais gegenüber der Kirche Notre Dame du Sablon zu einem Prunkbau umbauen. Um einen standesgemäßen Grundbesitz nachzuweisen, erwarb er 1670 von der Familie seiner Frau die Herrschaften Braine-le-Château und Haut-Ittre im Hennegau, zusätzlich zu dem bereits vorhandenen Besitz in der Grafschaft La Roche-en-Ardenne. Das Brüsseler Palais wurde 1872 für die Rue de la Régence, eine Sichtachse auf den Justizpalast, abgerissen. Auf ehemals sumpfigen Auen der Senne am Rande der Brüsseler Altstadt, die den Postpferden als Weide dienten, entstand im 19. Jahrhundert ein riesiger Komplex von Fabriken, Lagerhäusern und Zollgebäuden, der bis heute den Namen Tour & Taxis trägt.

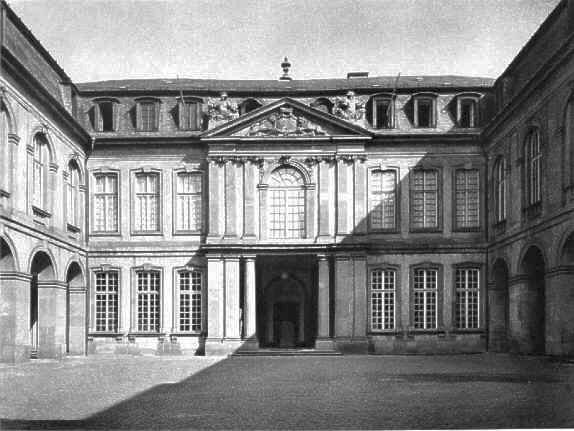
Palais Thurn und Taxis in Frankfurt

Fürst Anselm Franz errichtete nach der Verlegung der Hauptverwaltung der Kaiserlichen Reichspost von Brüssel nach Frankfurt am Main zu Beginn des Spanischen Erbfolgekrieges dort ab 1731 das Palais Thurn und Taxis (das erst 1895 verkauft wurde). Schon sein Sohn Alexander Ferdinand siedelte jedoch ab 1743 als erster Prinzipalkommissar beim Immerwährenden Reichstag nach Regensburg über, wo er zunächst im bischöflichen Freisinger Hof am Emmeramsplatz zur Miete wohnte. Nach dessen Brand 1792 bezog die Familie das heutige Regierungsgebäude am Emmeramsplatz 8 als Mieter des Fürstabts von St. Emmeram. Nach der Säkularisation des uralten Klosters Sankt Emmeram 1803 wurden dem Fürstenhaus die Gebäude und das Gelände des Klosters 1810 vom damaligen Landesherrn Karl Theodor von Dalberg übereignet, um die Familie an Regensburg zu binden. Ab 1812 wurde durch Jean Baptiste Métivier ein Marstall errichtet. Zum Residenzschloss im heutigen Zustand wurde das Schloss 1883/88 unter Fürst Maximilian Maria von Thurn und Taxis vom fürstlichen Baumeister Max Schultze um- und ausgebaut. Es führt seither den Namen Schloss St. Emmeram und ist bis heute Hauptwohnsitz und Geschäftszentrale des Hauses Thurn und Taxis geblieben.
Durch Investitionen ihrer Erträge aus dem Postgeschäft – später auch der Abfindungen für die Postrechte – in zahlreiche Grundherrschaften kamen neben dem Landbesitz viele ländliche Schlösser hinzu, die zumeist für örtliche Gerichts- und Verwaltungszwecke genutzt wurden, bis sie – häufig im 20. Jahrhundert – wieder verkauft wurden: als erstes ab 1734 das in der Herrschaft Dischingen gelegene Schloss Trugenhofen, das als Jagdsitz und Forstzentrale bis heute im Familienbesitz blieb, ab 1735 ferner das von den Fuggern erworbene Schloss Duttenstein (1996 verkauft), ab 1749 das bei Trugenhofen gelegene Schloss Ballmertshofen (1865 verkauft), 1773 die böhmische Herrschaft Luže, ab 1786 die vom Haus Waldburg-Scheer erworbene oberschwäbische Grafschaft Friedberg-Scheer mit Schloss Scheer (1967 verkauft) und der Herrschaft Dürmentingen, 1789 die Herrschaft Grundsheim und Schloss Heudorf (1956 verkauft), die Herrschaft Bussen (die Ruine Bussen wurde 1997 verkauft), 1790 die Herrschaft Göffingen, nach 1803 Schloss Höfling, 1809 die böhmische Herrschaft Dobrovice (bis 1929).
1812 wurde dem Fürsten von Thurn und Taxis auch die Gerichtsbarkeit in der 1. und 2. Instanz über seine gesamte Regensburger Dienerschaft (samt Angehörigen) zugestanden. Auch nach 1848 blieb die Organisation der fürstlichen Gerichtsbarkeit in Regensburg in erster und zweiter Instanz bestehen. Das „Gesetz die fürstlich Thurn und Taxis'schen Zivilgerichte in Regensburg betreffend, vom 29. April 1869“ billigte dem Fürsten zumindest noch die freiwillige Gerichtsbarkeit zu, die in dieser Form auch die Reichsjustizgesetzgebung überdauerte. Die Fürsten von Thurn und Taxis blieben daher die letzten Inhaber adeliger Gerichtsrechte im Deutschen Kaiserreich. Erst mit Einführung des BGB am 1. Januar 1900 wurden die Thurn und Taxis'schen Zivilgerichte aufgehoben.
Die zahlreichen säkularisierten Klöster in Oberschwaben, die den Fürsten von Thurn und Taxis durch den Reichsdeputationshauptschluss von 1802/03 als Ausgleich für den Verlust des Postregals auf dem von Frankreich annektierten Linken Rheinufer übereignet wurden, sind 1803 als Reichsfürstentum Buchau zusammengefasst und mit Virilstimme im Reichsfürstenrat versehen worden, wurden dann jedoch bereits 1806 durch Mediatisierung dem Königreich Württemberg zugeschlagen. Die Ländereien blieben aber im Eigentum des Hauses Taxis, wobei die Klostergebäude in verschiedener Weise genutzt und teils relativ lange gehalten wurden, so das Kloster Buchau bis 1937, die Klöster und Stifte Sießen und Oggelsbeuren bis 1860, Neresheim bis 1919 und Marchtal bis 1972, wobei alle fünf wieder in kirchlichen Besitz abgegeben wurden. Kloster Ennetach wurde hingegen abgebrochen. Der zur Abtei Neresheim gehörige Hochstatter Hof wurde erst 2004 verkauft.
1812 überließ das Königreich Bayern den Thurn und Taxis als Entschädigung für die aufgehobenen Reichspostrechte in Altbayern die Herrschaften und Schlösser Wörth an der Donau und Donaustauf, ab 1899 verbunden mit dem Titel Herzog zu Wörth und Donaustauf (die beiden Burgen wurden 1978 bzw. 1986 verkauft, während das 1843 erbaute Fürstenschloss in Donaustauf bereits 1880 einem Großbrand zum Opfer fiel). Auf dem Wiener Kongress 1815 erhielt Fürst Karl Anselm nicht nur Besitz und Nießbrauch der ehemaligen Postanstalten zurück, sondern von Bayern auch die zur ehemaligen Reichsabtei St. Emmeram in Regensburg gehörigen Territorien und – für die Postrechte im ehemaligen Großherzogtum Würzburg und im Fürstentum Aschaffenburg – das Schloss Sulzheim samt 21 umliegenden Ortschaften (ca. 1970 verkauft), ferner von Preußen als Ausgleich für die eingezogenen Postrechte 1819 vier polnische Herrschaften, die als Fürstentum Krotoschin zusammengefasst wurden.
Ab 1820 begannen die rückerstatteten Überreste der Reichspost als nunmehr privates Postunternehmen (Thurn-und-Taxis-Post) in vielen deutschen Mittel- und Kleinstaaten wieder zu prosperieren, sodass die Regensburger Fürsten neue Zukäufe tätigen konnten: 1822/23 kauften sie von Philipp Kinsky von Wchinitz und Tettau unter anderem die böhmische Herrschaft Richenburg (mit Svratka und Schloss Karlštejn) dazu (1946 enteignet) sowie die Grundherrschaft des Klosters Chotěšov mit Schloss Přestavlky (1946 enteignet), 1829 Burg Falkenstein (bis 1967) und Schloss Wiesent, 1832 Schloss Zaitzkofen (bis 1926), Schloss Sallach (bis 1871) und Brennberg (mit Burg Brennberg), 1834 Schloss Neufahrn (bis 1988), Schloss Eggmühl und Schloss Laberweinting, 1835 Schloss Alteglofsheim (bis 1939), Schloss Haus (bis 2008), Schloss Rain mit Schloss Einhausen und Schloss Hainsbach (während im selben Jahr 1835 der alte belgische Besitz Braine-le-Château verkauft wurde), 1838 Schloss Oberhaselbach (bis 1931), 1840 Schloss Oberellenbach, 1844 das Regensburger Schloss Pürkelgut (bis 2016), 1855 das böhmische Schloss Litomyšl (1946 enteignet), 1872 das kroatische Schloss Ozalj (bis 1928), 1872 Schloss Hohengebraching (bis 1948), 1892 Schloss Höfling (bis heute), 1895 wurde das Palais Thurn und Taxis in Frankfurt verkauft, 1899 das Kloster Prüfening bei Regensburg erworben (bis heute im Besitz), 1937 das Schloss Rammelburg in Sachsen-Anhalt (1945 enteignet). 1887 erbte die Gemahlin von Erbprinz Maximilian Anton, Herzogin Helene in Bayern, das Schloss Garatshausen am Starnberger See, das der Fürstenfamilie noch immer als Sommersitz dient.

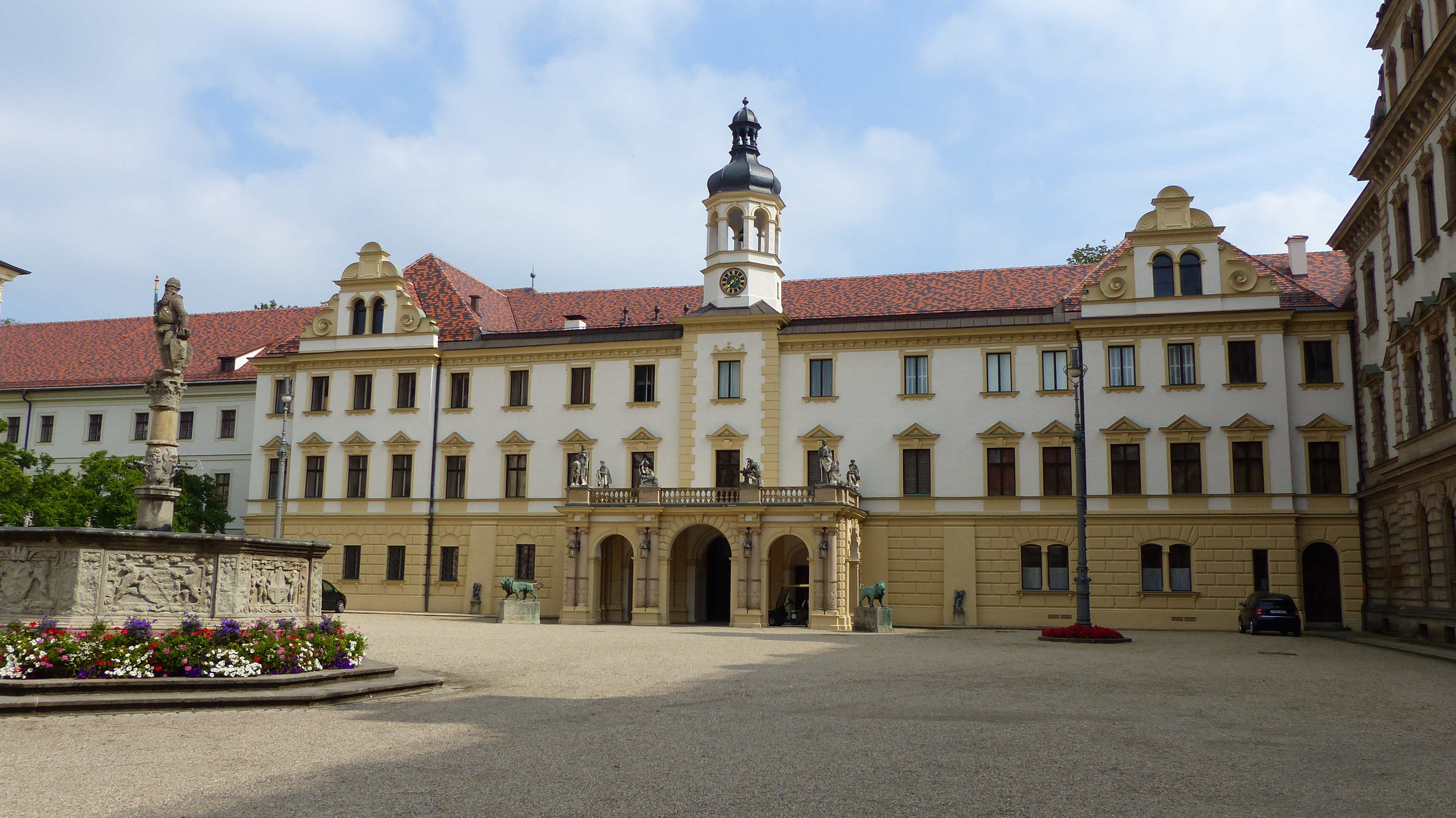
Schloss St. Emmeram (Regensburg)
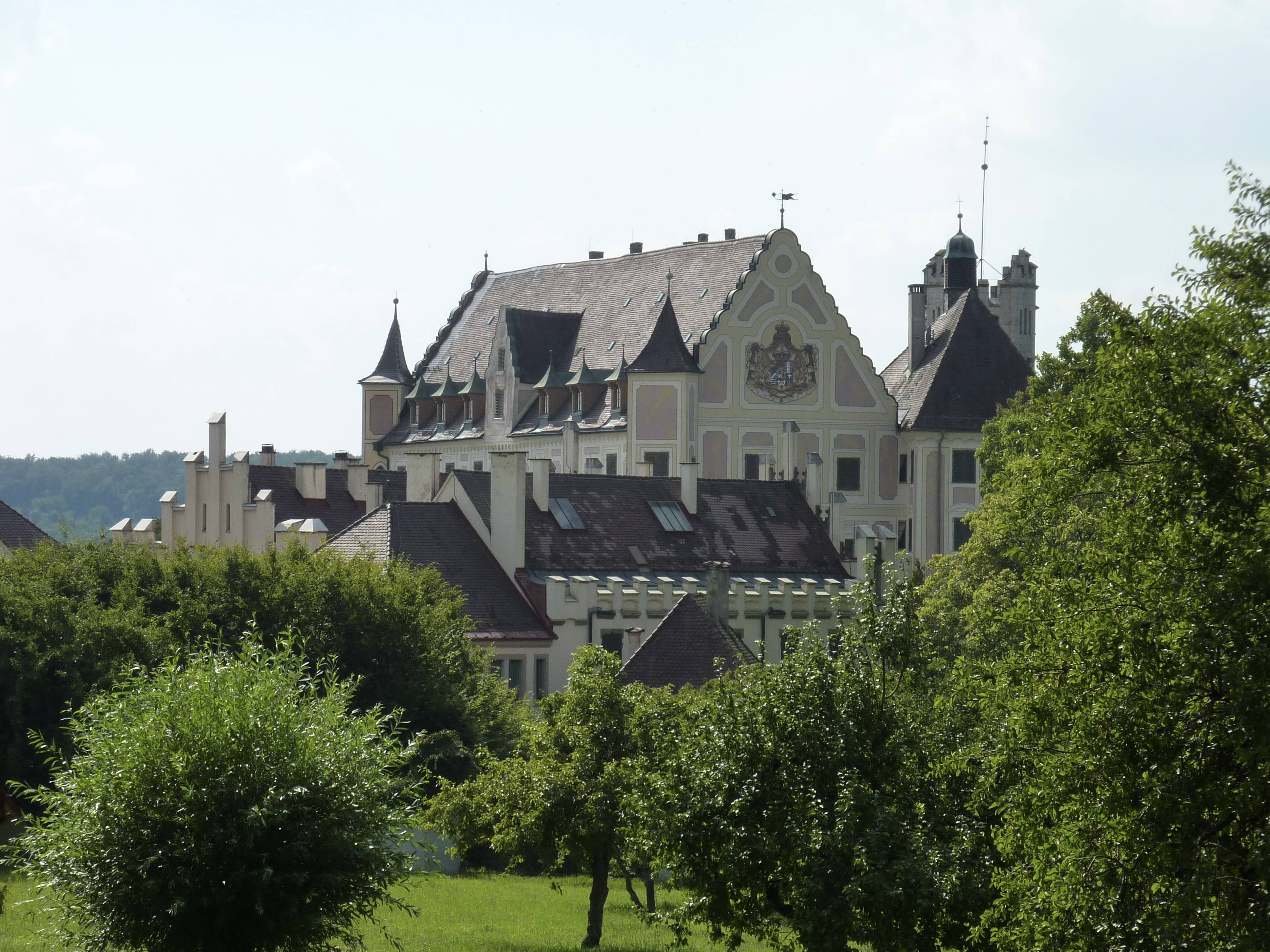
Schloss Taxis (Trugenhofen)
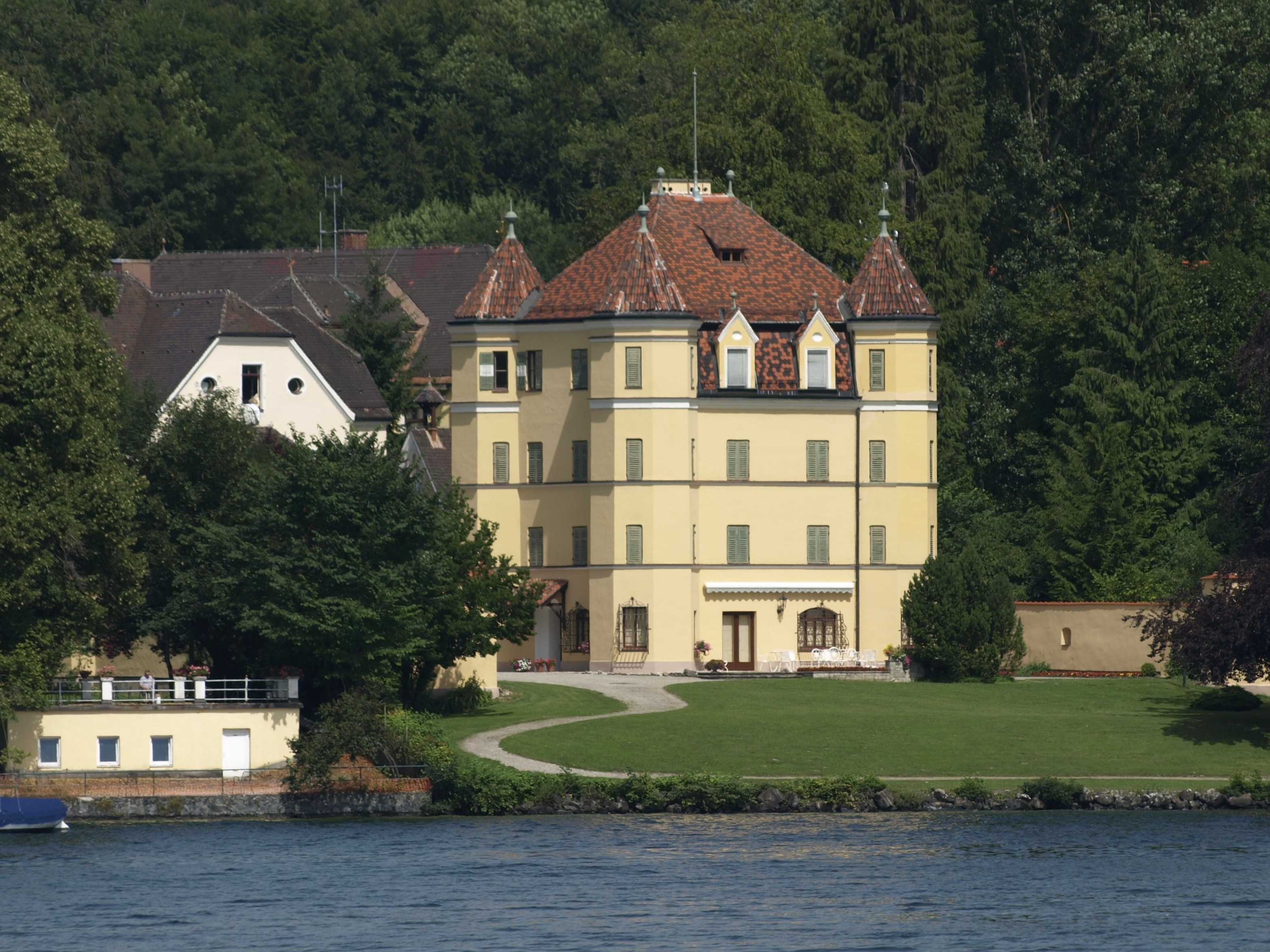
Schloss Garatshausen (Starnberger See)

Als Sekundogenituren für die Regensburger Linie wurden 1925 das Schlossgut Niederaichbach und 1927 Schloss Bullachberg erworben (letzteres 2006 verkauft) sowie 1931 Schloss Hohenberg.

#### Böhmischer Zweig der Regensburger Linie
Der von Prinz Maximilian Joseph (1769–1831), einem jüngeren Halbbruder von Fürst Karl Anselm, begründete böhmische Zweig der Regensburger Linie erhielt 1797 das böhmische Inkolat sowie 1838 die Tiroler Landstandschaft und besaß von 1809 bis 1945 die böhmische Herrschaft Luschen/Lautschin (Loučeň). Dieser böhmische Zweig teilte sich in die Äste Lautschin-Mzell, Duino und Biskupitz. 1869 kam Schloss Mzell oder Mutzel (Mcely) an die Familie und ab 1874 Schloss Biskupice. 1831 ließ sein Sohn Prinz Karl Anselm (1792–1844) das Schloss Dobrovice zur größten Zuckerfabrik Böhmens umbauen. Prinz Friedrich wurde am 10. Mai 1945 in Biskupice durch eine „Revolutionsgarde“ ermordet. Ebenso wie der tschechoslowakische Besitz der Regensburger Hauptlinie wurden die Güter des böhmischen Zweiges 1946 enteignet. Nach der Samtenen Revolution erhobene Rückerstattungsansprüche wurden abgewiesen, da die Familie in der Zwischenkriegszeit nicht die ČSSR-Staatsangehörigkeit angenommen hatte. Jedoch erhielt die Ehefrau von Prinz Johann (1908–1959) aus Lautschin-Mzell, Marie Julie, das zuvor ihrer Familie Lobkowicz gehörende Schloss Dolní Beřkovice (Unter Berschkowitz) zurückübertragen.

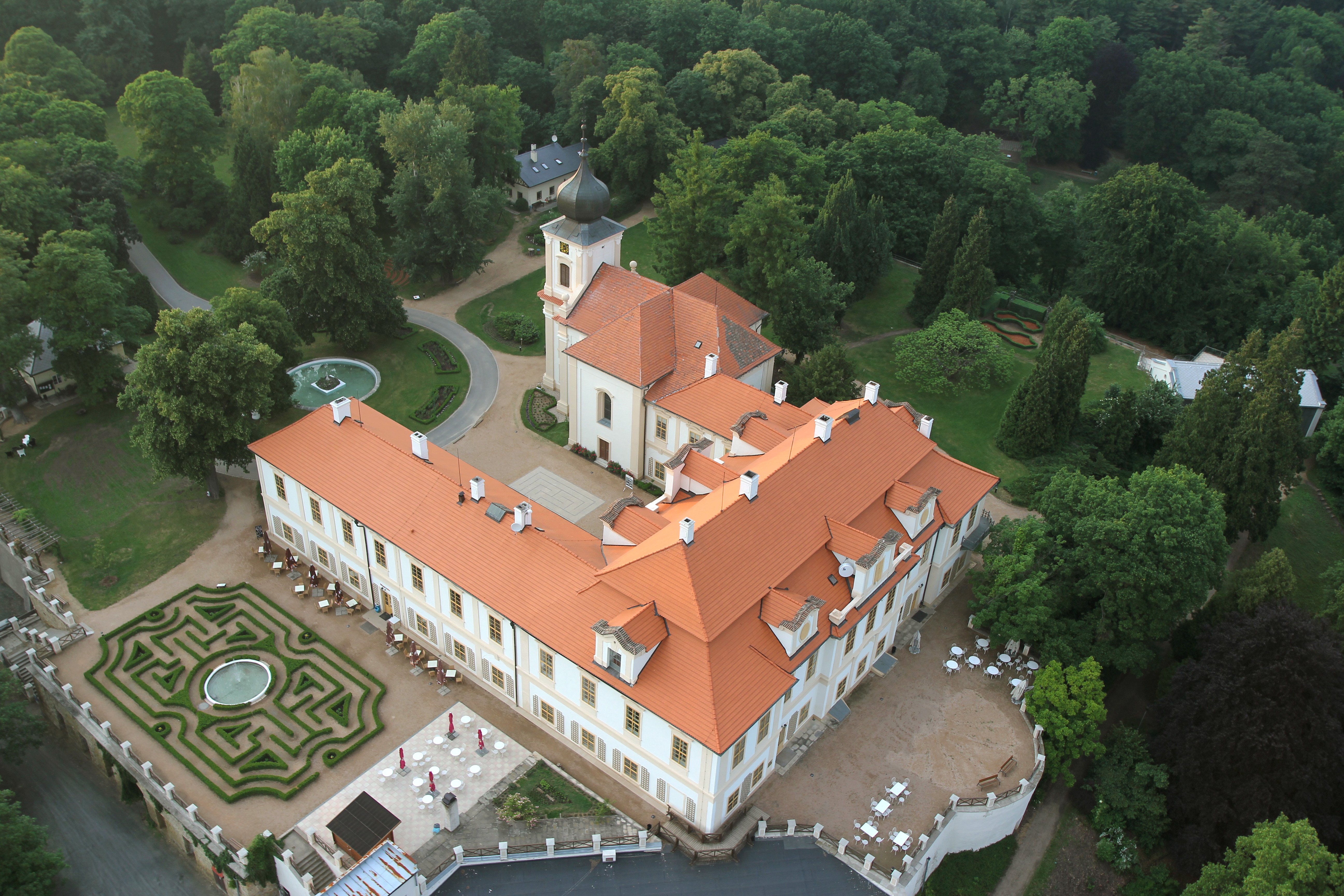
Schloss Loučeň (Luschen)
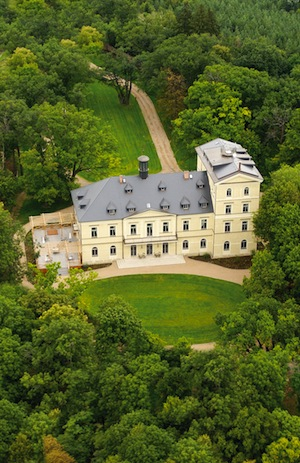
Schloss Mcely (Mutzel)
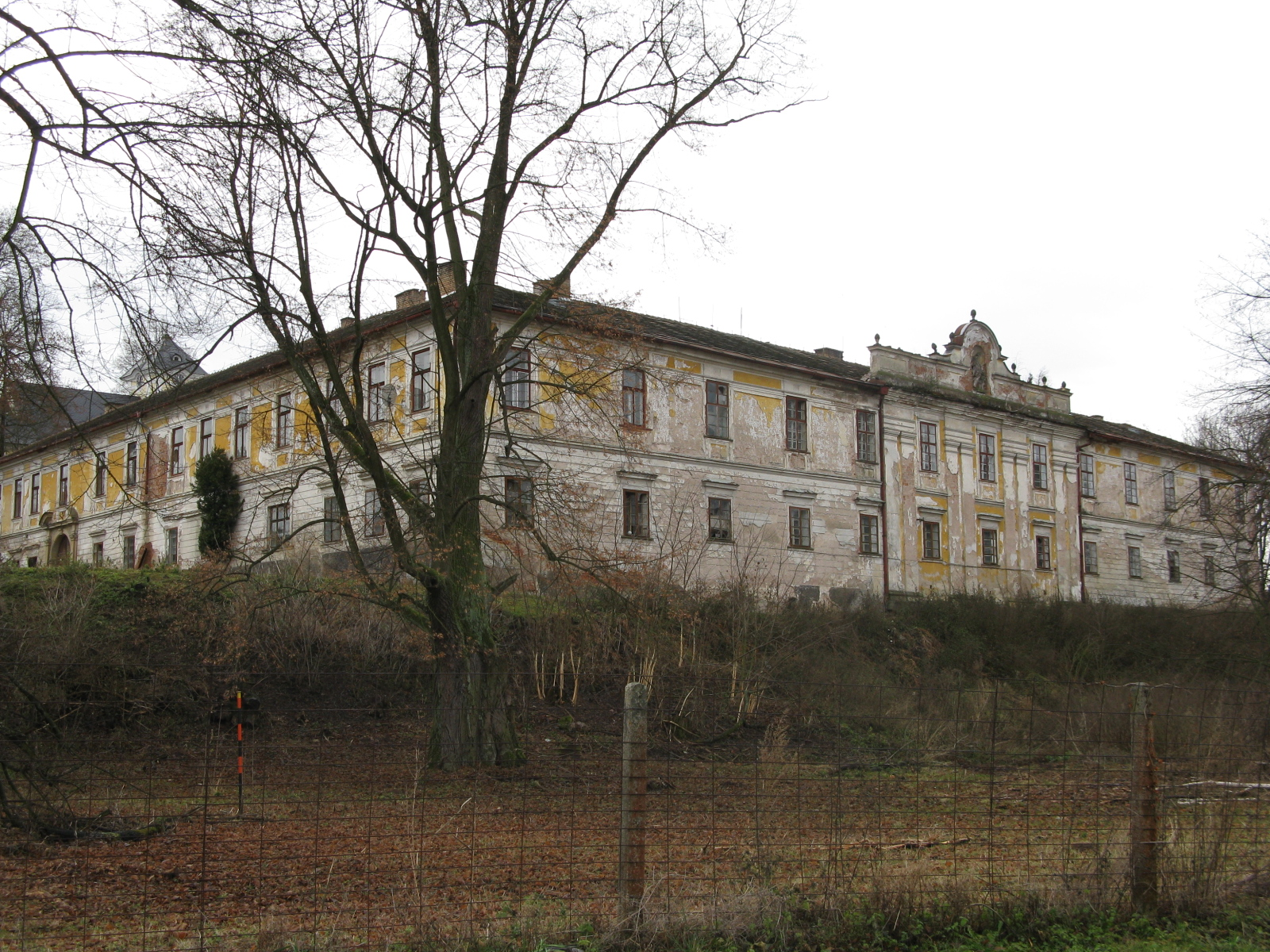
Schloss Biskupice (Biskupitz)
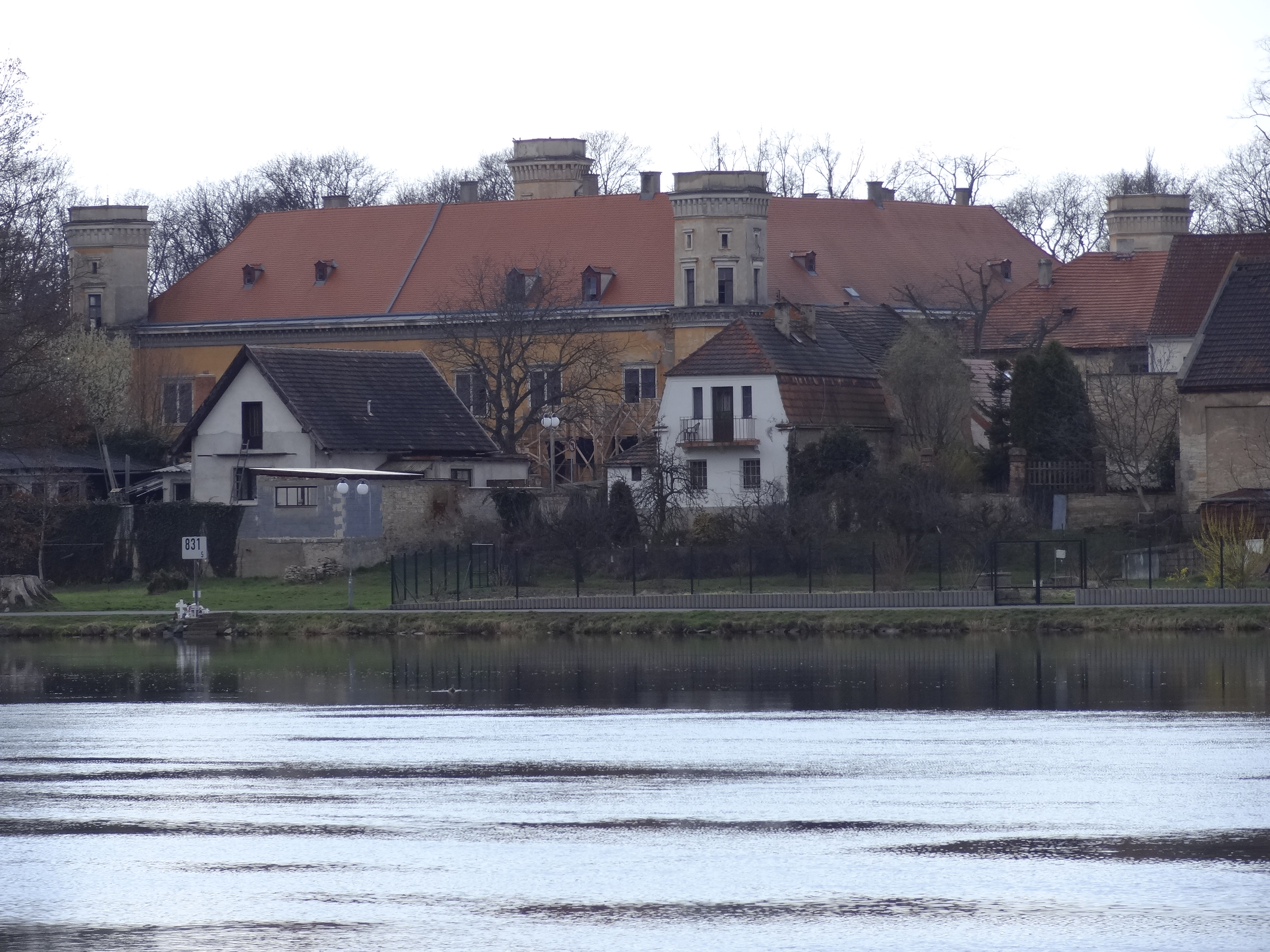
Schloss Dolní Beřkovice (Unter Berschkowitz)

##### Herzöge von Castel Duino

Schloss Duino bei Triest

Prinz Maximilian Joseph (1769–1831) heiratete Prinzessin Maria Eleonore von Lobkowitz und hatte mit ihr Nachkommen, darunter Prinz Karl Anselm (1792–1844), welcher Maria Isabella Gräfin von und zu Eltz gen. Faust von Stromberg heiratete und mit ihr Nachkommen hatte, darunter Prinz Hugo (1817–1889). Er heiratete Almeria Gräfin von Belcredi und hatte mit ihr Nachkommen, darunter Prinz Alexander (1851–1939), welcher Prinzessin Marie zu Hohenlohe-Waldenburg-Schillingsfürst heiratete. Prinzessin Marie erhielt von ihrer Mutter, Gräfin Theresa Maria von Thurn-Hofer und Valsassina († 1893), das Schloss Duino bei Triest und wurde bekannt als Förderin Rainer Maria Rilkes, der dort seine Duineser Elegien schrieb und auch in Loučeň ihr Gast war. Aus ihrer Ehe mit Prinz Alexander von Thurn und Taxis (1851–1939) stammten mehrere Nachkommen, darunter Prinz Alexander (1881–1937). Dieser wurde 1923 als Principe della Torre e Tasso italienischer Bürger und vom italienischen König zum Herzog von Castel Duino erhoben. Don Raymund Principe della Torre e Tasso, 2. Herzog von Castel Duino (1907–1986) war von 1949 bis zur Scheidung 1965 mit Prinzessin Evgenia von Griechenland (1910–1989) verheiratet, einer Tochter von Prinz Georg von Griechenland und Marie Bonaparte. Heute gehört Schloss Duino dem Enkel des 1. Herzogs von Castel Duino, dem Prinzen Carlo della Torre e Tasso, Duca di Castel Duino (* 1952).

#### Innsbrucker Linie (Thurn-Valsassina und Taxis)

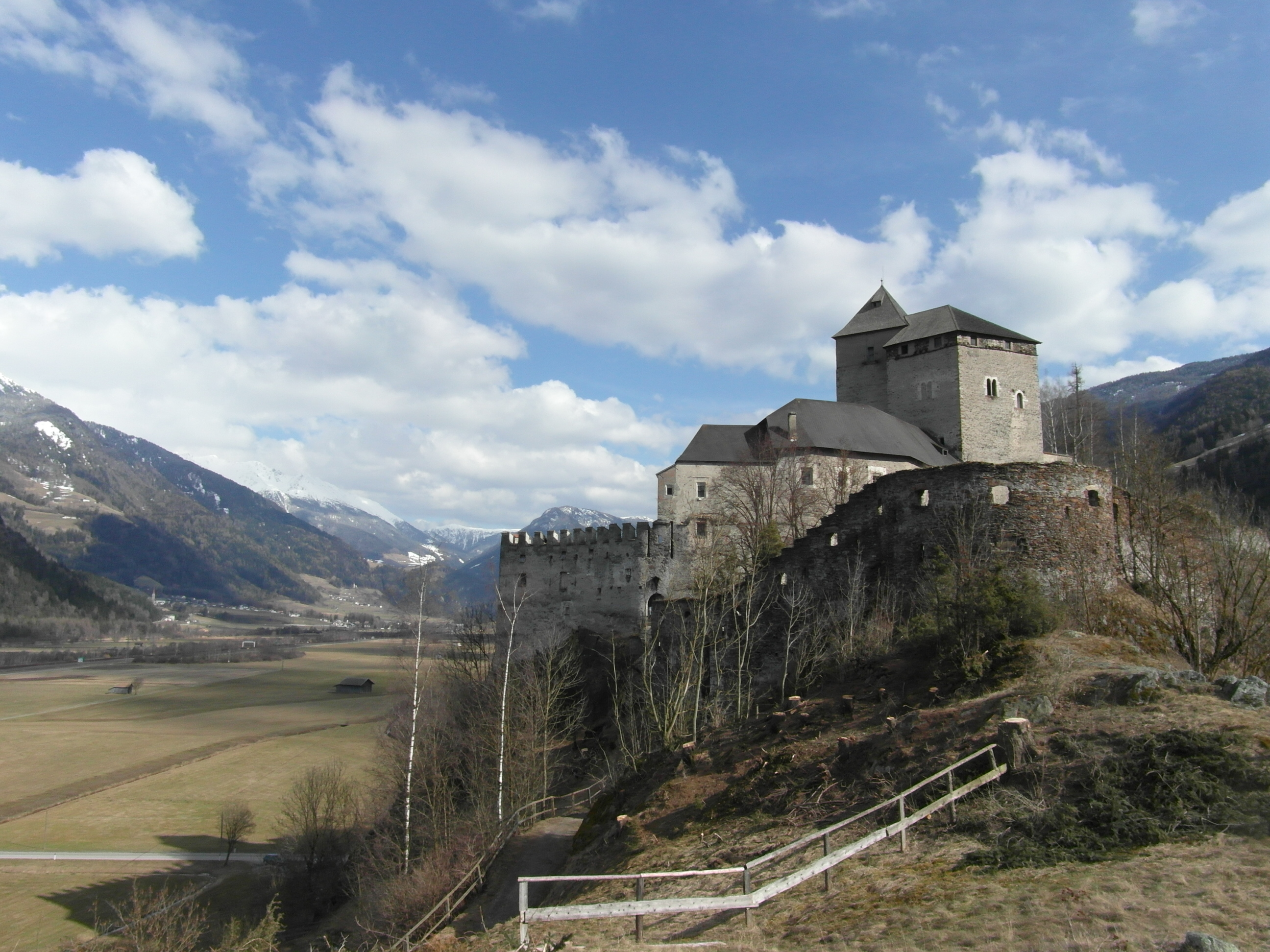
Burg Reifenstein, Südtirol

Die Innsbrucker Linie der Taxis, Nachfahren des Gabriel von Taxis (ca. 1480–1529), wurden 1642 zu Reichsfreiherren und 1680 zu Reichsgrafen von Thurn-Valsassina und Taxis erhoben. In die Schwäbische Reichsritterschaft wurden sie 1648 aufgenommen, 1671 erhielten sie eine neuerliche Wappenbesserung, 1682 wurden sie Landmänner von Tirol, 1729 erhielten sie die oberösterreichischen alten Herrenstand. Bis 1769 betrieben die Thurn-Valsassina und Taxis die Tiroler Post. Auch nach der Verstaatlichung des Postlehens blieben sie im Postdienst tätig: Joseph Graf von Thurn-Valsassina und Taxis bis 1791, danach Alexander Graf von Thurn-Valsassina und Taxis bis 1834 und zuletzt Josef Thadäus Graf von Thurn-Valsassina und Taxis (als nur noch nomineller Hofpostmeister) bis 1876. 1729 hatten sie Schloss Neuhaus an der Donau geerbt (bis 1868), 1784 erwarben sie das Palais Fugger-Taxis in Innsbruck (bis 1905), seit 1827 besaßen sie Schloss Jenschowitz in Böhmen (bis 1922) und 1813 erhielten sie vom Königreich Bayern als neuer Tiroler Landesherrschaft die Südtiroler Burg Reifenstein als Abfindung für verbliebene Postrechte. Die Burg befindet sich bis heute in ihrem Besitz; die Familie lebt in Innsbruck und Reifenstein.

### Brauereien und Industrie
Die Thurn und Taxis besaßen neben ihrem großen Landbesitz auch Brauereien (Thurn-und-Taxis-Pils, ab 1970 das Hofbrauhaus Berchtesgaden), die jedoch an die Paulaner-Brauerei verkauft wurden, die Spezial-Brauerei Schierling ging 1996/1997 an die Brauerei Kuchlbauer. Geschäftsführer der Fürstlichen Brauerei Thurn und Taxis Regensburg GmbH war ab 1981 Willy Hahl. Seit dem 7. Juli 2005 wird in der ehemaligen Remise des Fürstlichen Schlosses St. Emmeram, dem Fürstlichen Brauhaus in Regensburg, erneut Bier gebraut.
Das Privatbankhaus Thurn und Taxis mit Sitz in München wurde im Zuge der Konsolidierung der wirtschaftlichen Aktivitäten nach dem Tode von Johannes von Thurn und Taxis 1992 an die SchmidtBank verkauft.

### Wald- und Großgrundbesitzer

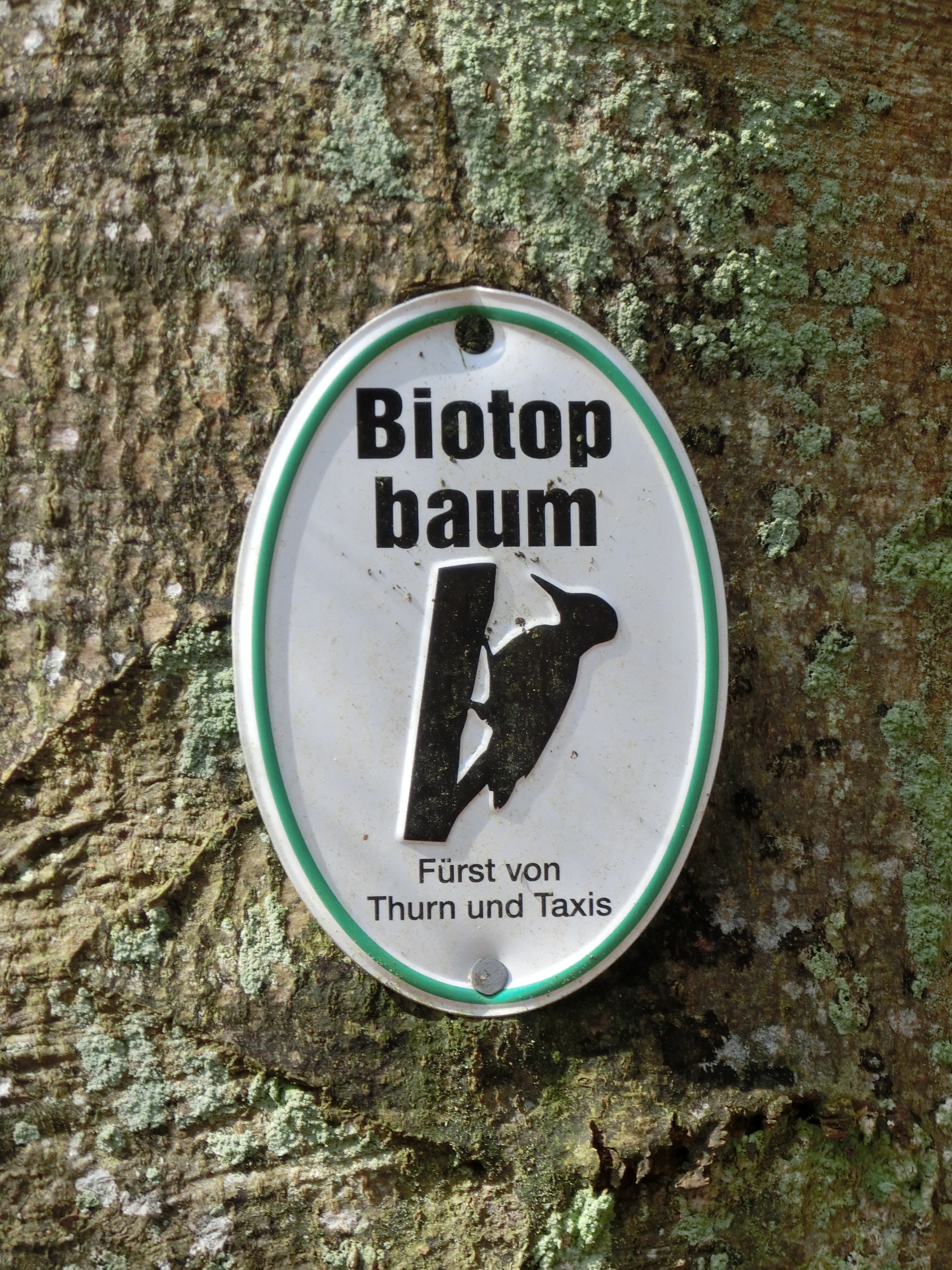
Kennzeichnung eines Biotopbaums bei Pfullendorf

Im In- und Ausland verfügte das Haus im Jahr 1990 nach eigener Angabe über 90.000 ha an Ländereien und Waldbesitz, einer Fläche, die mehr als dem Fünffachen Liechtensteins entspricht.
Die Thurn und Taxis verfügen bis heute über den größten Privatwaldbesitz Deutschlands (nach einer Angabe 2014: 20.000 Hektar, nach dem Verkauf von mehr als 5000 Hektar Wald an die Familie Merckle im Jahr 2004); eine Angabe aus dem Jahr 2000 lautete „ca. 36.000 Hektar Land“. Die Forbes-Liste der Milliardäre 2008 führt Albert von Thurn und Taxis als drittjüngsten Milliardär weltweit. Sein Vermögen beläuft sich auf schätzungsweise 2,3 Milliarden US-Dollar.

### Die fürstliche Hofmusik
Die fürstliche Hofkapelle zählte mit ihren berühmten Virtuosen im 18. Jahrhundert neben u. a. der Mannheimer Hofkapelle oder dem Ensemble Joseph Haydns in Eszterhaza zu den besten Orchestern der Zeit. Viele Virtuosen wie Joseph Touchemoulin, František Xaver Pokorný, Henri Joseph de Croes oder Giovanni Palestrini waren über Jahre hinweg bei Hof angestellt, etliche fürstliche Opernsänger wie Maddalena Allegranti, Clementina Baglioni-Poggi oder Johann Ignaz Ludwig Fischer feierten später in London, Wien, Berlin oder Dresden große Erfolge. Der zu Lebzeiten hochberühmte Joseph Riepel leitete als Kapellmeister von 1749 bis zu seinem Tod 1782 das Orchester; sein Nachfolger wurde Joseph Touchemoulin.
Ganz auf die Bedürfnisse der Reichstagsgesandten hin ausgerichtet, bot die fürstliche Hofmusik mit den regelmäßigen Konzerten und Opernaufführungen ein stets aktuelles und an den großen Metropolen orientiertes Repertoire. Als Musikintendant war Freiherr Theodor von Schacht verantwortlich, der selbst zahlreiche Kompositionen schrieb.
Das historische Aufführungsmaterial hat sich glücklicherweise in den reichen Beständen der Fürst-Thurn-und-Taxis-Hofbibliothek nahezu vollständig erhalten und gilt heute für die Musikwissenschaft als einer der international wichtigsten Quellenbestände für die Musik des 18. Jahrhunderts.

### Der fürstliche Hausorden
Die Familie von Thurn und Taxis verfügt mit dem Orden De Parfaite Amitié seit 1806 über einen eigenen Hausorden.

## Stammliste
- Stammliste von Thurn und Taxis

## Die (Thurn und) Taxis-Dynastie

### Wappen

Wappen der Fürsten von Thurn und Taxis
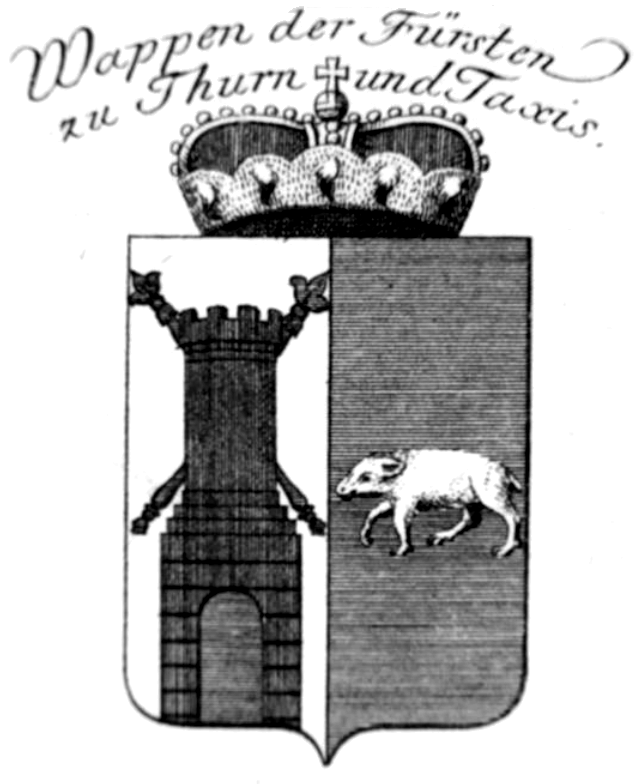
Wappen der Fürsten zu Thurn und Taxis von Franz J.J. von Reilly
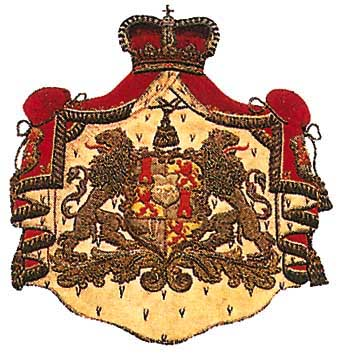
Gemehrtes Wappen der Fürsten Thurn und Taxis
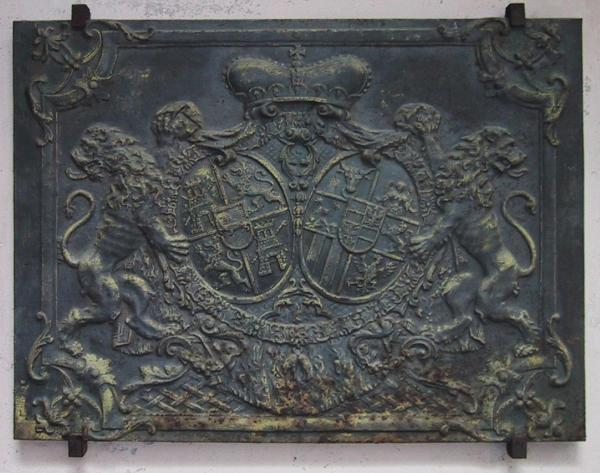
Wappen der Familie Thurn und Taxis am Palais Thurn und Taxis in Frankfurt am Main
Wappen von Thurn und Taxis
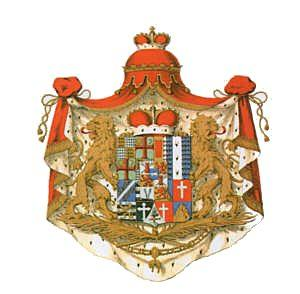
Wappen des Fürstenhauses von Thurn und Taxis

### Abfolge der Generalpostmeister

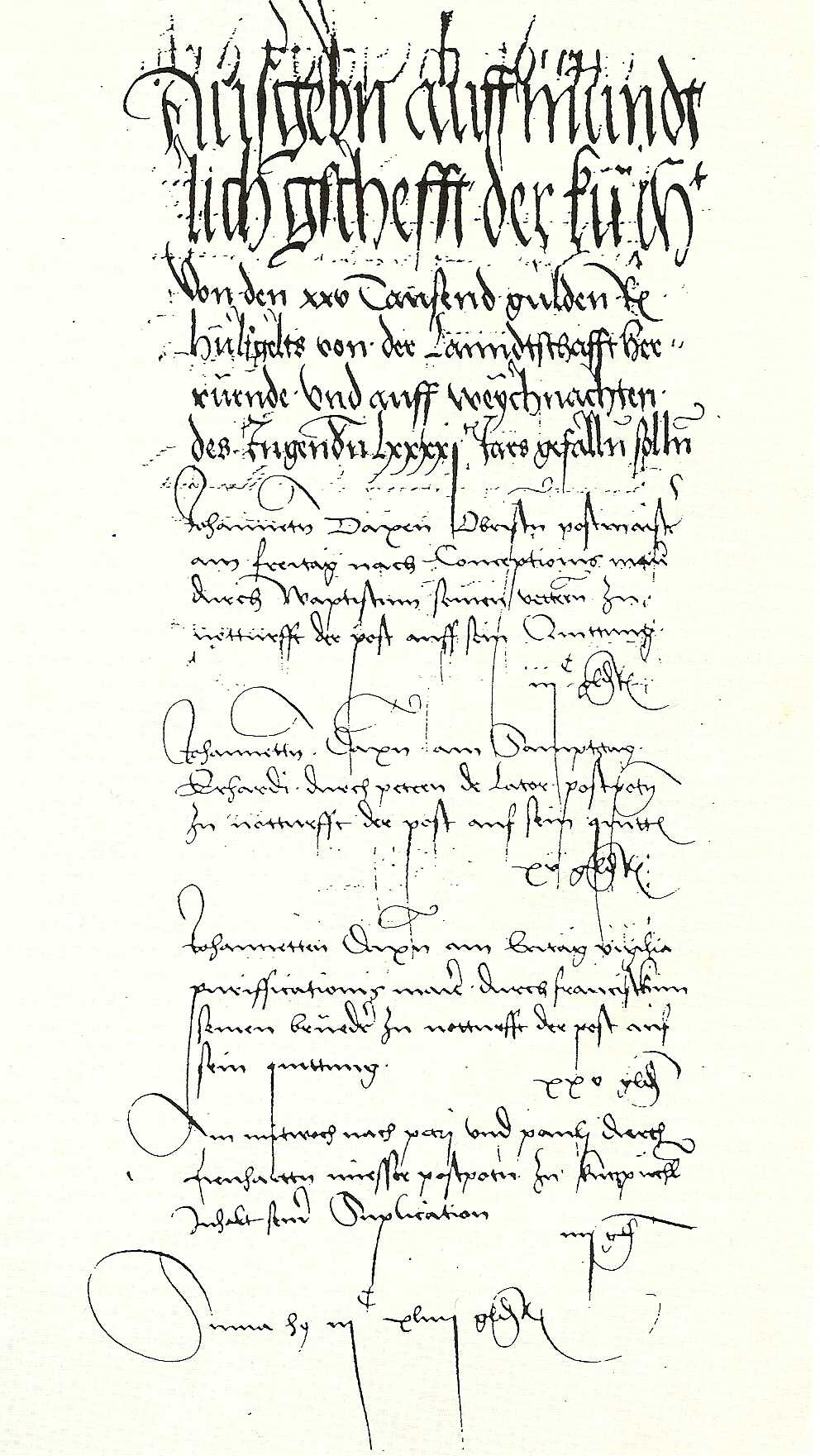
Nennung von Janetto, Franz und Johann Baptista „Daxen“ in den Innsbrucker Raitbüchern 1489/90

| 1490–1501 | Janetto von Taxis getreten in den Dienst Maximilians I                               |
| 1501–1517 | Franz von Taxis (niederländischer Generalpostmeister, Adelung 1512)                  |
| 1517–1541 | dessen Neffe Johann Baptista von Taxis                                               |
| 1541–1543 | Franz II. von Taxis (Sohn von Johann Baptista)                                       |
| 1544–1612 | Leonhard I. von Taxis (Bruder von Franz II. von Taxis; ab 1608 Reichsfreiherr)       |
| 1612–1624 | Freiherr Lamoral von Taxis, (ab 1624 Reichsgraf)                                     |
| 1624–1628 | Graf Leonhard II. von Taxis                                                          |
| 1628–1646 | Gräfin Alexandrine von Taxis, geb. de Rye, in Vertretung ihres minderjährigen Sohnes |
| 1646–1676 | Graf Lamoral Claudius Franz von Thurn und Taxis (Namensänderung 1650)                |
| 1676–1714 | Graf Eugen Alexander von Thurn und Taxis, ab 1695 Reichsfürst                        |
| 1714–1739 | Fürst Anselm Franz von Thurn und Taxis                                               |
| 1739–1773 | Fürst Alexander Ferdinand von Thurn und Taxis                                        |
| 1773–1805 | Fürst Karl Anselm von Thurn und Taxis                                                |
| 1806      | Ende des Postgeneralats unter Napoleon                                               |

### Familienoberhäupter seit 1805/06
| 1805–1827 | Fürst Karl Alexander von Thurn und Taxis (Mediatisierung 1806, seit 1815 Standesherr, Beibehaltung des Titels Fürst) |
| 1827–1871 | Fürst Maximilian Karl von Thurn und Taxis                                                                            |
| 1871–1885 | Fürst Maximilian Maria von Thurn und Taxis (zunächst unter Vormundschaft seiner Mutter)                              |
| 1885–1918 | Fürst Albert I. von Thurn und Taxis (bis 1888 unter Vormundschaft seiner Mutter)                                     |

### Familienoberhäupter seit 1918/19
| 1918–1952 | Albert I. von Thurn und Taxis                                                                          |
| 1952–1971 | Franz Josef von Thurn und Taxis                                                                        |
| 1971–1982 | Karl August von Thurn und Taxis                                                                        |
| 1982–1990 | Johannes von Thurn und Taxis                                                                           |
| seit 1990 | Albert II. von Thurn und Taxis (bis 2001 unter Vormundschaft seiner Mutter Gloria von Thurn und Taxis) |

## Familienmitglieder
- Albert von Thurn und Taxis (* 1983), Unternehmer und Rennfahrer
- August von Thurn und Taxis (1794–1862), bayerischer Generalmajor
- Bernardo Tasso (1493–1569), italienischer Dichter, Vater des Torquato Tasso
- Christa von Thurn und Taxis (* 1941), ehemalige deutsche Präsidentin des Bayerischen Roten Kreuzes
- Christoph von Taxis (* um 1529; † nach dem 24. März 1589), Hofpostmeister unter Ferdinand I.
- Elisabeth Helene von Thurn und Taxis (1903–1976), Tochter des letzten Fürsten von Thurn und Taxis
- Elisabeth von Thurn und Taxis (1860–1881), Gemahlin des portugiesischen Kronprätendenten Michael von Braganza
- Elisabeth von Thurn und Taxis (* 1982), deutsche Journalistin und Schriftstellerin
- Emmerich von Thurn und Taxis (1820–1900), österreichischer Generalmajor
- Egon Maximilian von Thurn und Taxis (1832–1892), Oberstleutnant der K.u.k.-Monarchie Österreich-Ungarns
- Friedrich von Thurn und Taxis (1871–1945), Großgrundbesitzer, K.u.k. Kammerherr und Oberstleutnant
- Friedrich Hannibal von Thurn und Taxis (1799–1857), österreichischer General der Kavallerie
- Friedrich Wilhelm von Thurn und Taxis (1805–1825), preußischer Soldat und Offizier
- Fritz von Thurn und Taxis (* 1950), Journalist
- Gabriel von Taxis (* um 1480; † 1529), von 1505 bis 1529 Innsbrucker Postmeister
- Gloria von Thurn und Taxis (* 1960), geb. Gräfin von Schönburg-Glauchau, Mutter von Albert von Thurn und Taxis
- Gustav von Thurn und Taxis (1888–1919), Prinz von Thurn und Taxis
- Johann Baptista von Taxis (1546–1588), Oberst der spanischen Armee im Achtzigjährigen Krieg
- Johann Baptist von Thurn und Taxis (1706–1762), österreichischer Bischof und Reichsgraf
- Karl Ferdinand Prinz von Thurn und Taxis (* 1952), österreichischer Betriebswirt und Geschäftsführer
- Karl Theodor von Thurn und Taxis (1797–1868), bayerischer General der Kavallerie
- Lamoral Friedrich von Thurn und Taxis (1832–1903), österreichischer Feldmarschall-Leutnant
- Louise von Thurn und Taxis (1859–1948), deutsche Adlige
- Maria Theresia von Thurn und Taxis (* 1980), deutsche Wald- und Großgrundbesitzerin
- Marie von Thurn und Taxis (1855–1934), Mäzenin u. a. von Rainer Maria Rilke
- Marie-Auguste von Thurn und Taxis (1706–1756), Ehefrau des Herzogs Karl Alexander von Württemberg
- Maximilian Anton von Thurn und Taxis (1831–1867), Erbprinz von Thurn und Taxis
- Maximilian Joseph von Thurn und Taxis (1769–1831), Stammherr des jüngeren böhmischen Zweiges
- Paul von Thurn und Taxis (1843–1879), Adjutant Ludwigs II. von Bayern
- Raphael Rainer von Thurn und Taxis (1906–1993), Sportfunktionär, Kommunalpolitiker
- Seraphin I. von Taxis (* vor 1490; † 1556), Postkoordinator, Postmeister in Augsburg und Rheinhausen
- Seraphin II. von Taxis (1538–1582), Postmeister in Augsburg und Rheinhausen
- Sophie Friederike von Thurn und Taxis (1758–1800), Gemahlin des Fürsten Karol Stanisław Radziwiłł
- Torquato Tasso (1544–1595), italienischer Dichter